# Отречение Николая II

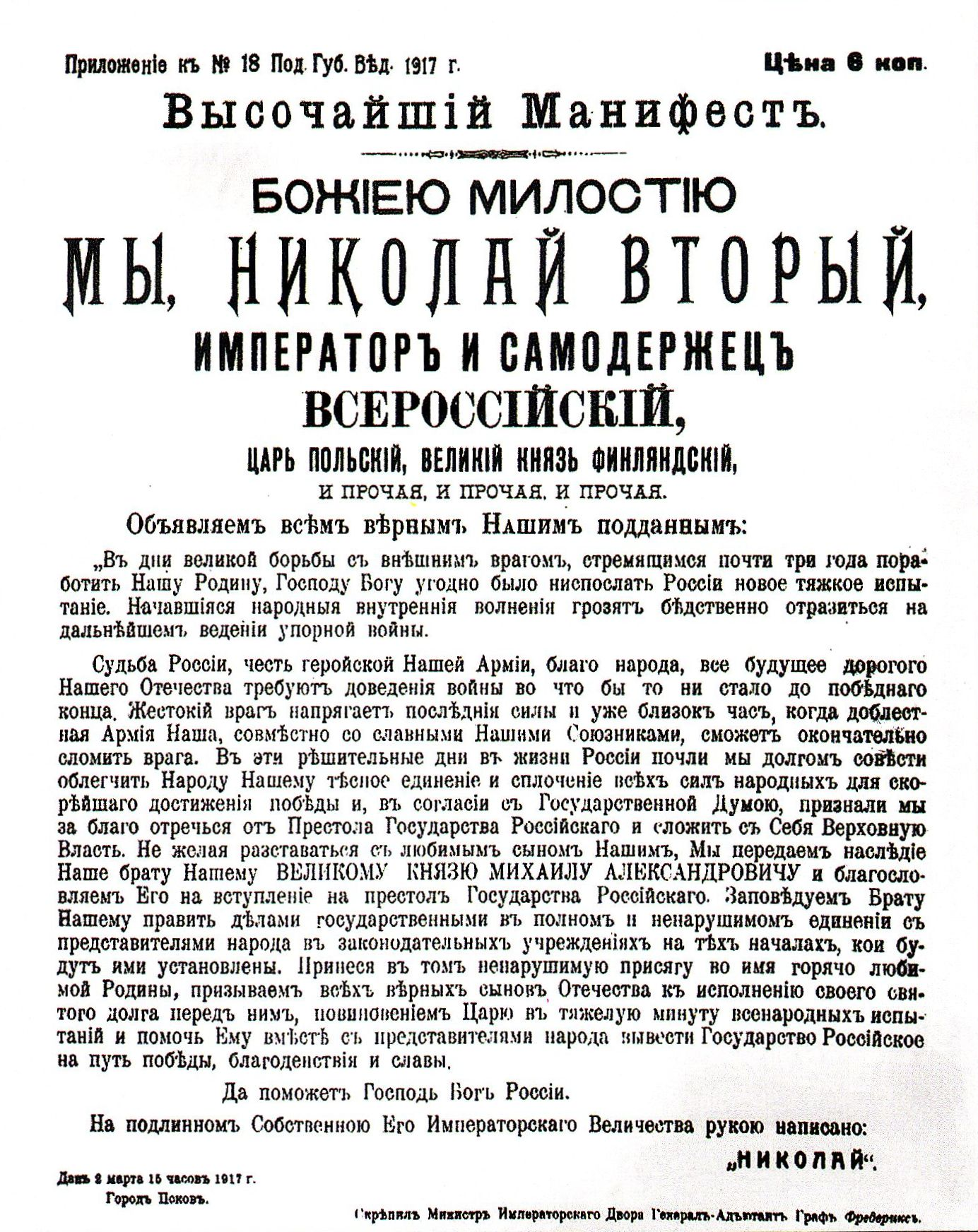
Пример оформления
высочайшего акта в виде манифеста

Отрече́ние импера́тора Никола́я II от престо́ла — отречение от российского престола императора Николая II в пользу своего младшего брата Михаила Александровича, произошедшее 2 (15) марта 1917 года в Пскове и ставшее одним из ключевых событий и революции, и истории России XX века в целом. В этой статье излагаются события, начиная с отъезда Николая II в Ставку перед началом революции и заканчивая арестом его в Царском Селе по отречении.

## Места событий

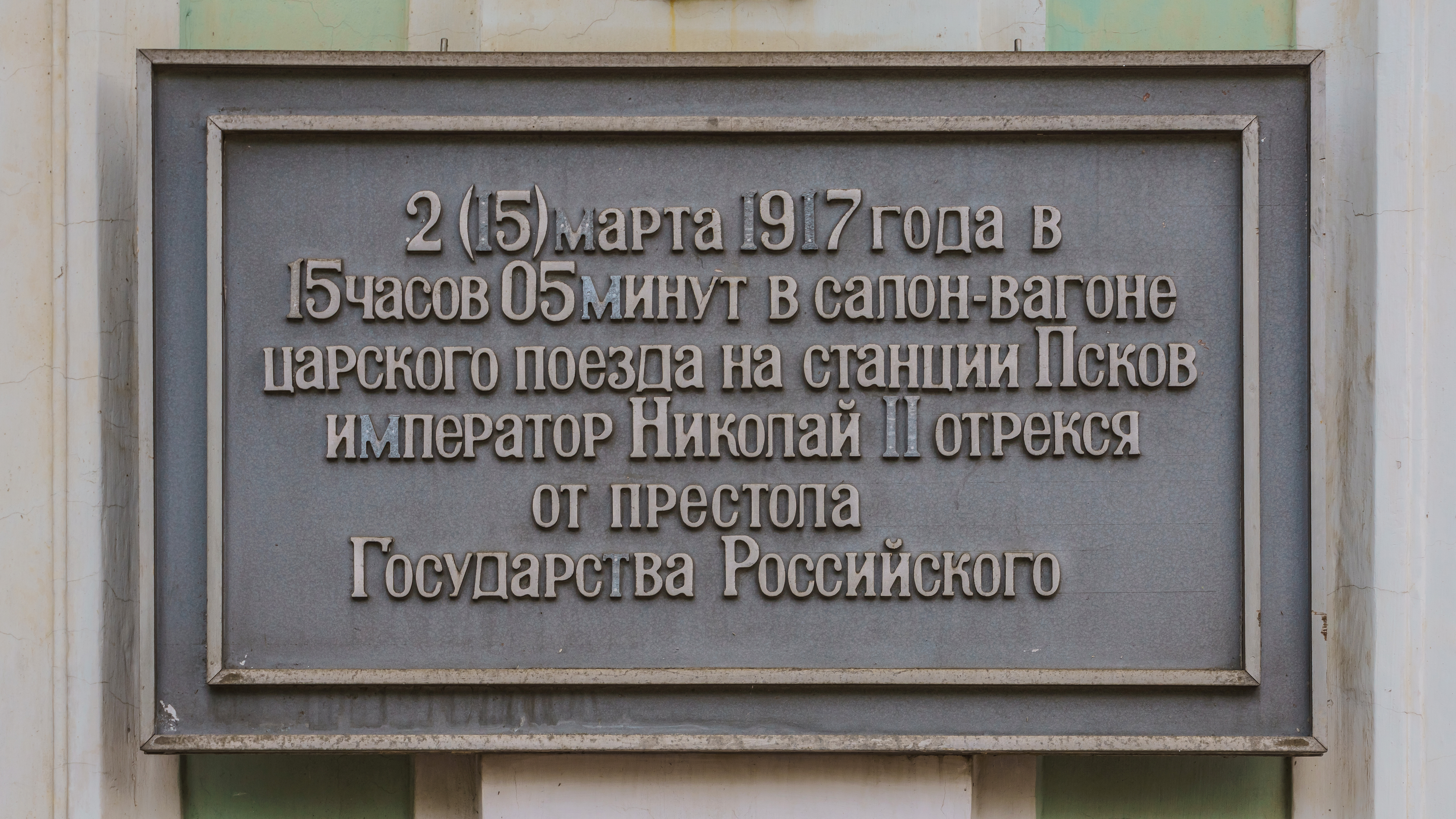
Псков. Памятная доска на здании вокзала

- Ставка Верховного главнокомандующего, город Могилёв. По свидетельству генерала Дмитрия Дубенского, сопровождавшего Николая II в составе свиты, в Ставке в начале описываемых событий имелся собственный гарнизон: Батальон георгиевских кавалеров, одна сотня Собственного Его Императорского Величества Конвоя, одна рота Сводного Его Величества Полка, команды Собственного Железнодорожного Полка, обслуживающего царские поезда, и ряд вспомогательных подразделений — противоаэропланная батарея, автомобильная рота, писарские команды.
- Петроград.
- Царское Село, местонахождение императрицы Александры Фёдоровны в течение всех событий.
- Псков, местонахождение штаба Северного фронта. На момент событий в Пскове находилось около сотни различных частей и подразделений, включая штаб фронта. Общая численность войск оценивается в 40—50 тыс. при численности населения в 90 тыс.
- Ряд железнодорожных станций между Могилёвом, Петроградом, Царским Селом и Псковом: Вырица, Бологое, Малая Вишера, Дно, Луга и т. д.

## Хронология событий

### 21—24 февраля 1917 года. Отъезд Николая II из Царского Села в Ставку
18 февраля начальник штаба Верховного главнокомандующего генерал Михаил Алексеев возвратился в Ставку из Крыма, где проходил лечение, и приступил к исполнению своих обязанностей.
По мнению историка Г. М. Каткова, возвращение Алексеева вполне могло быть связано с подготовкой к наступлению на Юго-Западном фронте, планировавшемуся, по договорённости с союзниками, на апрель. За полтора месяца предполагалось переместить по железным дорогам 10 армейских корпусов, для чего требовалось около пятисот эшелонов. Вскоре после того, как Алексеев вернулся в Ставку, из Царского Села выехал в Могилёв и Николай II. По словам Г. М. Каткова, из имеющихся источников неясно, почему Алексеев настаивал на личном присутствии Верховного главнокомандующего, но имеются свидетельства, согласно которым он выехал в Ставку по телеграфной просьбе генерала Алексеева, не зная, в чём именно заключается спешное дело, требующее его присутствия.
21 февраля перед отъездом Николай II принял министра внутренних дел Александра Протопопова, который заверил царя в том, что ситуация в столице находится под контролем.
22 февраля императорский поезд вышел из Царского Села в сопровождении Собственного Железнодорожного Полка. Охранять Царское Село остаются привилегированные части — Собственный Конвой, Собственный Полк, Дворцовая полиция.
22 февраля 1917 года Николай II отбыл из столицы в Ставку Верховного главнокомандующего в городе Могилёве.
23 февраля поезд прибыл в Могилёв.

### 23—26 февраля 1917 года, Ставка. Первые сообщения о беспорядках в Петрограде
23 февраля в Петрограде начались забастовки и демонстрации рабочих на Выборгской стороне. По сведениям полиции, в этот день бастовало 50 предприятий с 97 тыс. рабочих.
Несмотря на то что с 24 февраля приближенные императора уговаривали его как можно скорее вернуться в столицу, Николай II отвечал отказом.
24 февраля беспорядки расширились, бастовало уже 200 тыс. рабочих.

24 февраля Николаю II пришла телеграмма из Царского Села, от императрицы:
Вчера были беспорядки на Васильевском острове и на Невском, потому что бедняки брали приступом булочные. Они вдребезги разбили Филиппова, и против них вызывали казаков. Всё это я узнала неофициально.
В Ставке о начале беспорядков стало известно с опозданием на два дня — 25 февраля, по донесениям командующего войсками Петроградского военного округа генерала Сергея Хабалова, военного министра Михаила Беляева и министра внутренних дел Протопопова. Телеграмма Хабалова, в которой сообщалось о начале беспорядков, поступила Алексееву 25 февраля в 18:08.
Алексеев доложил её содержание Николаю II. В тот же день дворцовый комендант Владимир Воейков доложил Николаю II телеграмму Протопопова о серьёзных беспорядках и нападениях на полицию.

Прочитав обе телеграммы, Николай II вечером 25 февраля приказал генералу Хабалову пресечь беспорядки военной силой
Повелеваю завтра же прекратить в столице беспорядки, недопустимые в тяжёлое время войны с Германией и Австрией. НИКОЛАЙ

Позднее, на допросе в Чрезвычайной следственной комиссии, Хабалов говорил: 
Эта телеграмма, как бы вам сказать? — быть откровенным и правдивым: она меня хватила обухом… Как прекратить «завтра же»….
 Хабалов издал два приказа: запрет уличных демонстраций под угрозой их разгона силой и приказ бастующим рабочим в срок до 28 февраля вернуться на заводы под угрозой отправки на фронт. Забастовщики срывали эти приказы сразу, как только их расклеивали.
В ночь с 25 на 26 февраля по приказу министра внутренних дел Протопопова сотрудники охранного отделения произвели массовые аресты (свыше 150 человек, среди них пятеро членов Петроградского комитета РСДРП(б)), но это никак не повлияло на ход событий.
Председатель Совета министров князь Николай Голицын решил объявить перерыв в работе Государственной думы и Государственного совета до апреля, доложив об этом Николаю II. Николай II 25 февраля издал указ Правительствующему сенату о роспуске Государственной думы.

26 февраля в 17:00 пришла телеграмма председателя Государственной думы Михаила Родзянко:
Положение серьёзное. В столице анархия. Правительство парализовано. Транспорт продовольствия и топливо пришли в полное расстройство. Растёт общее недовольство. На улицах происходит беспорядочная стрельба. Части войск стреляют друг в друга. Необходимо немедленно поручить лицу, пользующемуся доверием, составить новое правительство. Медлить нельзя. Всякое промедление смерти подобно. Молю Бога, чтобы этот час ответственности не пал на Венценосца,
но Николай II отказался реагировать на эту телеграмму, заявив министру императорского двора Фредериксу: 
Опять этот толстяк Родзянко мне написал разный вздор, на который я ему не буду даже отвечать.

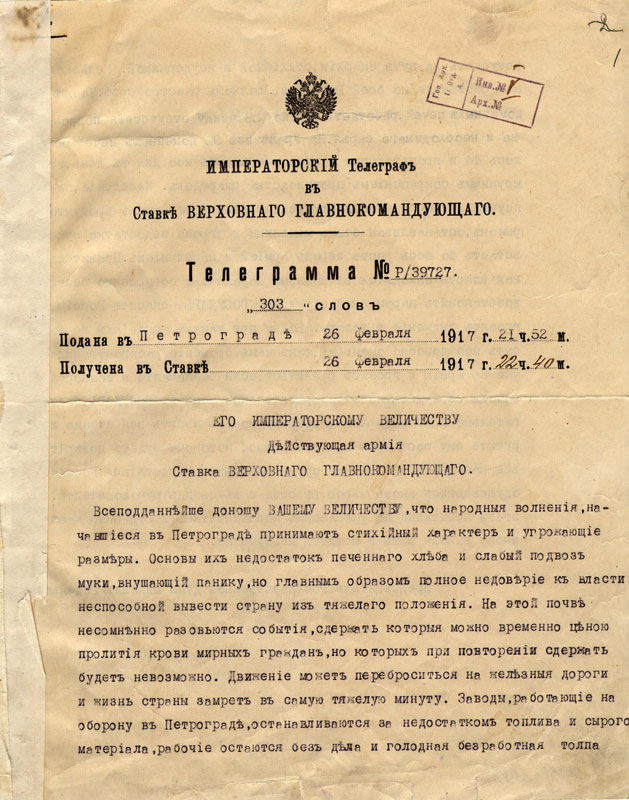
Телеграмма Родзянко от 26 февраля 22:22

Исполняя приказ Николая II, 26 февраля войска в столице для разгона демонстраций применили огнестрельное оружие, в результате чего среди демонстрантов появились многочисленные убитые и раненые. Это, несомненно, должно было вызвать возмущение в Думе. Высочайший указ Николая II Правительствующему сенату о роспуске Госдумы был сообщён по телефону председателю Государственной думы Родзянко.
Поздно вечером 26 февраля Родзянко отреагировал на устранение «последнего оплота порядка» ещё одной телеграммой в Ставку с требованием отменить указ о роспуске Думы и сформировать «ответственное министерство» — в противном случае, по его словам, если революционное движение, начавшееся 23 февраля из-за недостатка печёного хлеба и муки, перебросится в армию, «крушение России, а с ней и династии, неминуемо». На эти телеграммы Родзянко Ставка, однако, не реагировала.

### 27 февраля 1917 года. Начало восстания Петроградского гарнизона
27 февраля рано утром началось вооружённое восстание части Петроградского гарнизона. Первой восстала учебная команда запасного батальона лейб-гвардии Волынского полка в числе 600 человек во главе с фельдфебелем команды Тимофеем Кирпичниковым. Солдаты приняли решение не стрелять в демонстрантов и присоединиться к рабочим. Начальник команды штабс-капитан И. С. Лашкевич был убит.
Не прошло и месяца, как он (Родзянко) наградил прапорщика л.- гв. Волынского полка Кирпичникова Георгиевским крестом за то, что он убил пред фронтом своего командира.— А. М. Романов, «Книга воспоминаний» — М.:АСТ, СПб.: Полигон, 2009. — 382 с.
Затем к мятежному Волынскому полку присоединились Литовский и Преображенский полки (точнее, речь идёт о размещавшихся в Петрограде запасных батальонах этих полков, укомплектованных недавно призванными запасными старших возрастов. Сами же полки лейб-гвардии находились в действующей армии). В результате всеобщая забастовка рабочих получила поддержку восстанием вооружённых солдат. (Утром 27 февраля восставших солдат насчитывалось 10 тысяч, днём — 26 тысяч, вечером — 66 тысяч, на следующий день — 127 тысяч, 1 марта — 170 тысяч, то есть весь гарнизон Петрограда.)
Солдаты восставших полков строем направились в центр города. По дороге был захвачен Арсенал — Петроградский главный артиллерийский склад. Рабочие получили в свои руки 40 тыс. винтовок и 30 тыс. револьверов.
В течение 27 февраля были захвачены городские тюрьмы «Кресты», Литовский замок, следственная тюрьма — Дом предварительного заключения на Шпалерной улице, 25, — выпущены все заключённые, в том числе осуждённые по уголовным делам. Тюрьмы «Литовский замок» (у пересечения реки Мойка и Крюкова канала) и Дом предварительного заключения были сожжены полностью. Также было сожжено здание Окружного суда (Шпалерная, 23). По городу начались убийства полицейских и городовых, грабежи и мародёрства.
Государственная дума оказалась в двусмысленной ситуации: с одной стороны, она получила указ Николая II от 25 февраля о собственном роспуске и опасалась подхода к Петрограду предполагаемой «карательной экспедиции». С другой же стороны, она оказалась осаждена толпой революционных солдат и рабочих, пришедших к её резиденции — Таврическому дворцу. В результате депутаты (за исключением правых партий) решили, формально подчинившись указу о роспуске, собраться под видом «частного совещания». Частное совещание членов Государственной думы поручило Совету старейшин выбрать Временный комитет членов Думы и определить дальнейшую роль Государственной думы в начавшихся событиях. Днём 27 февраля на заседании Совета старейшин был сформирован орган власти — Временный комитет Государственной думы («Комитет членов Государственной думы для водворения порядка в столице и для сношения с лицами и учреждениями»), который возглавил октябрист Михаил Родзянко. В состав Временного комитета вошли представители партий, объединённых в «Прогрессивном блоке», и левых партий, а также президиума Государственной думы.
Как позднее писал Павел Милюков, «вмешательство Государственной думы дало уличному и военному движению центр, дало ему знамя и лозунг и тем превратило восстание в революцию, которая кончилась свержением старого режима и династии».

### 27 февраля 1917 года. Выезд Николая II из Ставки в Царское Село
Около 11 часов утра 27 февраля Николай II, как обычно, прошёл в Управление генерал-квартирмейстера Ставки и, приняв оперативный доклад, долго беседовал с генералом Михаилом Алексеевым наедине. В течение второй половины дня Алексеев ещё несколько раз заходил к императору с докладом.

Как пишет Г. М. Катков, в течение 27 февраля правительство не предпринимало никаких действий для урегулирования ситуации. Лишь военный министр Беляев пытался собрать войска, остававшиеся лояльными правительству. Вечером в Ставку от него поступили две телеграммы:
Положение в Петрограде становится весьма серьёзным. Военный мятеж немногими, оставшимися верными долгу частями, погасить пока не удаётся. Напротив того, многие части постепенно присоединяются к мятежникам. Начались пожары, бороться с ними нет средств. Необходимо спешное прибытие действительно надёжных частей, притом в достаточном количестве, для одновременных действий в различных частях города.
 и 
Совет министров признал необходимым объявить Петроград на осадном положении. Ввиду проявленной генералом Хабаловым растерянности, назначил на помощь ему генерала Занкевича, так как генерал Чебыкин отсутствует.
По словам Г. М. Каткова, ближайшее окружение императора в Ставке ожидало от него двух вещей: чётких указаний, как действовать в связи с мятежом в Петрограде, и программного заявления, которое успокоит страну и хотя бы временно удовлетворит либералов, от которых в большой степени зависело обеспечение транспортом и снабжение армии.
Генерал Алексеев доложил в Ставке содержание обеих полученных телеграмм Николаю II и для восстановления спокойствия в Петрограде предложил направить туда сводный отряд во главе с начальником, наделённым чрезвычайными полномочиями. Император распорядился выделить по одной бригаде пехоты и по бригаде кавалерии от Северного и Западного фронтов, назначив начальником 66-летнего генерал-адъютанта Николая Иванова. Николай II приказал ему направиться во главе Георгиевского батальона (охранявшего Ставку) в Царское Село для обеспечения безопасности императорской фамилии, а затем, в качестве нового командующего Петроградским военным округом, взять на себя командование войсками, которые предполагалось перебросить для него с фронта. При этом в первый день восстания речь в Ставке шла лишь об усилении Петроградского гарнизона «прочными полками» с фронта. Позднее, когда остатки верных правительству подразделений гарнизона капитулировали, началась подготовка военной операции против столицы в целом. Всем министрам царского правительства было предписано исполнять его указания.

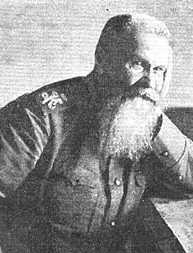
Командир несостоявшейся «карательной экспедиции» в Петроград генерал Н. И. Иванов.

27 февраля в 21:00 генерал Алексеев, на основании полученных указаний, приказал начальнику штаба Северного фронта генералу Юрию Данилову отправить в распоряжение генерала Иванова два кавалерийских и два пехотных полка, усиленных пулемётными командами. Такой же второй отряд должен был выделить Западный фронт:
Государь Император повелел генерал-адъютанта Иванова назначить Главнокомандующим Петроградским Военным округом. В его распоряжение с возможной поспешностью отправить от войск Северного фронта в Петроград два кавалерийских полка, по возможности из находящихся в резерве 15-й кавалерийской дивизии, два пехотных полка из самых прочных, надёжных, одну пулемётную команду Кольта для Георгиевского батальона, который едет из Ставки. Нужно назначить прочных генералов, так как, по-видимому, генерал Хабалов растерялся, и в распоряжение генерала Иванова нужно дать надёжных, распорядительных и смелых помощников. […] Такой же силы наряд последует с Западного фронта…
Штаб Западного фронта сообщил генералу Алексееву о подготовке к отправке в течение 28 февраля — 2 марта 34-го Севского и 36-го Орловского пехотных полков, 2-го гусарского Павлоградского и 2-го Донского казачьего полков; Северный фронт выделил 67-й Тарутинский и 68-й Бородинский пехотные полки, 15-й уланский Татарский и 3-й Уральский казачий полки. Общая численность сил, выделенных для участия в «карательной экспедиции», позднее оценивалась в 40-50 тыс., при том что численность восставшего Петроградского гарнизона оценивалась в 160 тыс. По свидетельству находившегося в царском поезде полковника А. А. Мордвинова, генерал Алексеев предполагал сосредоточить выделенные войска в Царском Селе и только после этого направить их в Петроград.
В телеграмме начальника штаба Северного фронта генерала Данилова сообщалось, что головные полки группы Северного фронта должны прибыть в Петроград около 5 часов утра 1 марта. Части Западного фронта вышли на погрузку 28 февраля. Пехота грузилась на станции Синевка, кавалерия — в Минске. В справке Ставки по поводу войск, командируемых в распоряжение генерала Иванова, указывалось, что кавалерия Западного фронта должна прибыть в Петроград через 60-65 часов, а пехота — через 75-80 часов. При самых благоприятных обстоятельствах «ударный кулак» под Петроградом мог быть собран не ранее 3 марта. В действительности, даже продвижение войск Северного фронта было сорвано необходимостью пропустить царские поезда. В итоге к 2 марта в досягаемости генерала Иванова был только Тарутинский полк, но и к нему Георгиевскому батальону так и не удалось прорваться.
По словам Г. М. Каткова, генерал Иванов во время войны командовал Юго-Западным и Западным фронтами. Его лояльность и преданность царю были вне сомнений. Он был популярен среди солдат, но в 1906 году, во время подавления Кронштадтского восстания, показал себя безжалостным приверженцем дисциплины. Но и он, как многие в Ставке, полагал, что наведение порядка при помощи армии должно сопровождаться примирением царя с думской оппозицией и общественными организациями на базе «правительства народного доверия». Чётких инструкций от Верховного главнокомандующего генерал, однако, не получил. Хотя для всех в Ставке было очевидно, что порядок в столице может быть восстановлен только с помощью надёжных воинских частей, но выделенные силы были ограничены — рассчитывали в основном на то, что несколько дисциплинированных и надёжных частей произведут в столице нужный психологический эффект, не проливая лишней крови и не прибегая к настоящим военным действиям. Прощаясь с императором, генерал Иванов ещё раз попробовал затронуть вопрос конституционных уступок, но получил уклончивый ответ.
Тем временем, по воспоминаниям подполковника Б. Н. Сергеевского, в то время возглавлявшего службу связи в Ставке, примерно в восемь часов вечера дворцовый комендант генерал Воейков передал ему Высочайшее повеление предоставить прямой провод на дворец в Царском селе. Переговоры продолжались более 3 часов, Воейков несколько раз убегал с ворохами телеграфной ленты то к Государю во дворец, то в верхний этаж здания Ставки к Алексееву. По словам Сергеевского, было ясно, что переговоры шли между Государем и Государыней и касались очень важных вопросов. Примерно в десять часов вечера заместитель дворцового коменданта граф Бенкендорф по прямому проводу из Царского Села запрашивал Воейкова, не следует ли императрице с детьми сейчас же уехать. Вдобавок ко всему, дети в отсутствие императора заболели корью. Из Ставки было приказано на случай необходимости держать для императрицы наготове поезд в Царском Селе, но передать ей велено было только то, что сам император выедет в Царское Село той же ночью.
Примерно в половине одиннадцатого вечера со Ставкой связался по прямому проводу брат Николая II, великий князь Михаил Александрович. Днём он приехал из своего загородного дворца в Гатчине в столицу по просьбе В. М. Родзянко, который, видя, как разворачиваются события, и не получив ответа на настоятельные телеграммы Николаю II и обращения к главнокомандующим фронтами, предпринял последнюю попытку сохранить монархию — он предложил великому князю Михаилу взять на себя диктаторские полномочия в Петрограде на то время, пока Николай II не вернётся из Ставки, немедленно отправить в отставку существующее правительство и потребовать по телеграфу от Николая II манифеста об ответственном министерстве.
Переговоры в Мариинском дворце длились долго — великий князь заявлял, что у него отсутствуют такие полномочия. В ходе последовавшей по просьбе великого князя Михаила встречи с председателем Совета министров кн. Н. Д. Голицыным последний заявил, что сам он уже подал прошение об отставке, но пока она не принята, он не вправе передать кому-либо принадлежащую ему власть.
Несмотря на уговоры Родзянко и сопровождавших его думцев, великий князь отказался что-либо предпринимать, не заручившись согласием царствующего брата.
Разговаривая с генералом Алексеевым, Михаил просил передать императору его твёрдое убеждение о необходимости немедленной смены правительства и назначения новым главой правительства князя Львова. Узнав, что Николай II намерен покинуть Ставку, великий князь заметил, что отъезд желательно было бы отложить на несколько дней. Генерал Алексеев докладывает о звонке императору, но тот ответил, что ввиду чрезвычайных обстоятельств отменить свой отъезд не может, а вопрос о смене правительства придётся отложить до прибытия в Царское Село. Никого в Ставке, однако, не удовлетворил отказ Николая II связать себя определённым решением до возвращения в Царское Село. Многие полагали, что необходим немедленный манифест.

Через час после разговора с братом Николай II направил князю Голицыну телеграмму: 
О главном военном начальнике для Петрограда мною дано повеление начальнику моего штаба с указанием немедленно прибыть в столицу. То же и относительно войск. Лично вам предоставляю все необходимые права по гражданскому управлению. Относительно перемен в личном составе при данных обстоятельствах считаю их недопустимыми.
 Тем временем в Петрограде члены Совета министров, не дождавшись ответа монарха, расходятся, и правительство фактически прекращает своё существование. Вечером, опасаясь, что Петроградский совет рабочих и солдатских депутатов, созданный в тот же день, 27 февраля, может объявить себя новой государственной властью, Временный комитет Государственной думы объявил, что берёт власть в свои руки.

Вот что позднее писал по этому поводу П. Н. Милюков: 
К вечеру 27 февраля, когда выяснился весь размер революционного движения, Временный комитет Государственной думы решил сделать дальнейший шаг и взять в свои руки власть, выпадавшую из рук правительства. Решение это было принято после продолжительного обсуждения… Все ясно сознавали, что от участия или неучастия Думы в руководстве движением зависит его успех или неудача. До успеха было ещё далеко: позиция войск не только вне Петрограда и на фронте, но даже и внутри Петрограда и в ближайших его окрестностях далеко ещё не выяснилась. Но была уже ясна вся глубина и серьезность переворота, неизбежность которого сознавалась … и ранее; и сознавалось, что для успеха этого движения Государственная дума много уже сделала своей деятельностью во время войны — и специально со времени образования Прогрессивного блока. Никто из руководителей Думы не думал отрицать большой доли её участия в подготовке переворота. Вывод отсюда был тем более ясен, что … кружок руководителей уже заранее обсудил меры, которые должны были быть приняты на случай переворота. Намечен был даже и состав будущего правительства. Из этого намеченного состава кн. Г. Е. Львов не находился в Петрограде, и за ним было немедленно послано. Именно эта необходимость ввести в состав первого революционного правительства руководителя общественного движения, происходившего вне Думы, сделала невозможным образование министерства в первый же день переворота. В ожидании, когда наступит момент образования правительства, Временный комитет ограничился лишь немедленным назначением комиссаров из членов Государственной думы во все высшие правительственные учреждения для того, чтобы немедленно восстановить правильный ход административного аппарата.
В 23:12 императрица телеграфировала из Царского Села: «Революция вчера приняла ужасающие размеры. Знаю, что присоединились и другие части. Известия хуже, чем когда бы то ни было». В час ночи она же пишет: «Уступки необходимы. Стачки продолжаются. Много войск перешло на сторону революции».
В 00:55 поступила телеграмма от командующего Петроградским военным округом генерала Хабалова: «Прошу доложить Его Императорскому Величеству, что исполнить повеление о восстановлении порядка в столице не мог. Большинство частей, одни за другими, изменили своему долгу, отказываясь сражаться против мятежников. Другие части побратались с мятежниками и обратили своё оружие против верных Его Величеству войск. Оставшиеся верными долгу весь день боролись против мятежников, понеся большие потери. К вечеру мятежники овладели большей частью столицы. Верными присяге остаются небольшие части разных полков, стянутые у Зимнего дворца под начальством генерала Занкевича, с коими буду продолжать борьбу».
Обер-гофмаршал Бенкендорф телеграфировал из Петрограда в Ставку, что лейб-гвардии Литовский полк расстрелял своего командира, а в лейб-гвардии Преображенском полку расстрелян командир батальона.
В 00:35 пришла телеграмма от графа Капниста начальнику Морского штаба при Верховном Главнокомандующем адмиралу Русину А. И.: «…Командование принял Беляев, но, судя по тому, что происходит, едва ли он справится. В городе отсутствие охраны, и хулиганы начали грабить. Семафоры порваны, поезда не ходят. Морской министр болен инфлюенцией, большая температура — 38°, лежит, ему лучше. Чувствуется полная анархия. Есть признаки, что у мятежников плана нет, но заметна некоторая организация, например кварталы от Литейного по Сергиевской и Таврической обставлены их часовыми».
По словам историка К. М. Александрова, в тот день у Алексеева напряжённая работа спровоцировала очередной приступ болезни, температура поднялась до 40°, но, узнав, что Николай II после разговора по прямому проводу с императрицей принял решение покинуть Ставку и вернуться к семье в Царское Село, больной генерал после полуночи поспешил на станцию, где буквально умолял императора не покидать Ставку и войска. Подполковник Сергеевский в своих воспоминаниях несколько иначе воспроизводил происходившее в Могилёве. По его словам, когда после полуночи последовало распоряжение о подаче литерных поездов для отъезда императора, Алексеев пошёл во дворец, где уговаривал императора не уезжать. После разговора он вернулся к себе успокоенным, сказав коротко: «Удалось уговорить!» Однако через полчаса после разговора с Алексеевым Николай II всё же приказал подать автомобиль и, уже садясь в него, приказал: «Скажите Алексееву, что я всё-таки уехал». Отъезд царя был настолько поспешным, что не погрузились казаки Собственного Е. И. В. Конвоя, офицеры Конвоя едва успели на поезд, а их лошади и некоторые вещи остались непогруженными. В течение более чем 10 часов в Ставке не было никаких сведений о движении царских поездов, так как из самих поездов в Ставку ничего не сообщалось, а железнодорожные чины, согласно особой инструкции, не имели права никому сообщать о движении императорских поездов.

### 28 февраля — 1 марта 1917 года. Николай II пытается проехать из Ставки в Царское Село

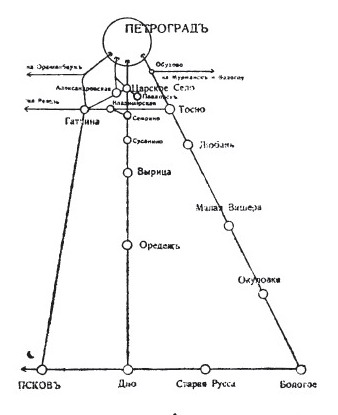
Схема железных дорог в окрестностях Петрограда. 1917.

К пяти часам утра 28 февраля (в 04:28 поезд Литера Б, в 05:00 поезд Литера А) императорские поезда покинули Могилёв. Поездам предстояло преодолеть около 950 вёрст по маршруту Могилёв — Орша — Вязьма — Лихославль — Тосно — Гатчина — Царское Село, но, как показали дальнейшие события, им не суждено было попасть к месту назначения. К утру 1 марта литерные поезда смогли добраться через Бологое лишь до Малой Вишеры, где они были вынуждены развернуться и отправиться обратно на Бологое, откуда лишь к вечеру 1 марта прибыли в Псков, где находился штаб Северного фронта.
С отъездом Верховный главнокомандующий оказался фактически на сорок часов отрезан от своей Ставки, поскольку телеграфное сообщение работало с перебоями и задержками.
За это время беспорядки в Петрограде фактически закончились победой восставших, подавивших оба центра прежней власти — Совет министров и штаб Петроградского военного округа. В ночь с 27 на 28 февраля был захвачен Мариинский дворец, в котором ранее заседало правительство, а к полудню 28 февраля остатки войск, сохранявшие верность правительству, были распущены из здания Адмиралтейства по казармам. Временный комитет Государственной думы объявил, что берёт власть в свои руки ввиду прекращения правительством князя Голицына своей деятельности.
28 февраля утром Родзянко разрешил депутату Думы А. А. Бубликову взять под свой контроль министерство путей сообщения в качестве комиссара Временного комитета Государственной думы. Помимо самих железных дорог, министерство обладало собственной телеграфной сетью, независимой от МВД. С отрядом из двух офицеров и нескольких солдат Бубликов арестовывает министра путей сообщения Э. Б. Кригер-Войновского.
В 13:50 28 февраля Бубликов разослал по всей территории Российской империи телеграмму:

По всей сети. Всем начальствующим. Военная. По поручению Комитета Государственной думы сего числа занял Министерство путей сообщения и объявляю следующий приказ председателя Государственной думы: «Железнодорожники! Старая власть, создавшая разруху во всех областях государственной жизни, оказалась бессильной. Комитет Государственной думы взял в свои руки создание новой власти. Обращаюсь к вам от имени Отечества — от вас теперь зависит спасение Родины. Движение поездов должно поддерживаться непрерывно с удвоенной энергией. Страна ждет от вас больше, чем исполнение долга, — ждет подвига… Слабость и недостаточность техники на русской сети должна быть покрыта вашей беззаветной энергией, любовью к Родине и сознанием своей роли транспорт для войны и благоустройства тыла.»

Эта телеграмма имела особо важное значение, так как благодаря ей о начавшихся событиях узнали в российских городах далеко за пределами Петрограда. Однако окончательно о произошедших событиях в столице всё население, включая самые отдалённые деревни, узнало только к апрелю.
Всем начальникам железнодорожных станций было разослано приказание Временного комитета немедленно сообщать обо всех воинских поездах, направляющихся в Петроград, и не выпускать их со станций без соответствующего разрешения Временного комитета. Запрещается движение воинских поездов на 250 вёрст вокруг Петрограда.
Военный министр Беляев, который всё ещё имел связь со Ставкой, доложил, что ни министр путей сообщения, ни его министерство не в состоянии обеспечить бесперебойную, нормальную работу своего ведомства, и предложил немедленно передать управление железными дорогами заместителю министра путей сообщения при Ставке генералу Кислякову. Алексеев был намерен последовать этому совету и издать приказ, объявляющий, что через посредство заместителя министра путей сообщения он берёт на себя всю ответственность за управление железными дорогами. Однако Кисляков убедил Алексеева отказаться от этого решения. Как указывает Г. М. Катков, контроль над железными дорогами в этот момент был делом первостепенной важности, снабжение больших городов и армии полностью зависело от работы железнодорожной сети. Оставляя железные дороги под контролем комиссара Бубликова, Алексеев лишал себя важнейшего орудия власти, которое при тех критических обстоятельствах вполне могло быть им использовано в решении политического кризиса. Это также впоследствии дало повод для обвинений Алексеева в двурушничестве и прямом заговоре.

В Оршу императорские поезда прибыли в 13:00 28 февраля. Здесь была получена телеграмма группы из 23 выборных членов Государственного совета: 
Вследствие полного расстройства транспорта и отсутствия подвоза необходимых материалов, остановились заводы и фабрики. Вынужденная безработица и крайнее обострение продовольственного кризиса, вызванного тем же расстройством транспорта, довели народные массы для отчаяния. Это чувство ещё обострилось тою ненавистью к правительству и теми тяжкими подозрениями против власти, которые глубоко запали в народную душу. Все это вылилось в народную смуту стихийной силы, а к этому движению присоединяются теперь и войска…Мы почитаем последним и единственным средством решительное изменение Вашим Императорским Величеством направления внутренней политики, согласно неоднократно выраженным желаниям народного представительства, сословий и общественных организаций, немедленный созыв законодательных палат, отставку нынешнего Совета министров и поручение лицу, заслуживающему всенародного доверия, представить Вам, Государь, на утверждение список нового кабинета, способного управлять страною в полном согласии с народным представительством.

Также в Орше была получена отправленная ещё поздно ночью телеграмма военного министра Беляева: 
Мятежники заняли Мариинский дворец. Благодаря случайно услышанному разговору, там теперь члены революционного правительства.

28 февраля в 08:25 генерал Хабалов отправил в Ставку генералу Алексееву телеграмму: 
Число оставшихся верных долгу уменьшилось до 600 человек пехоты и до 500 чел. всадников при 13 пулеметах и 12 орудиях с 80 патронами всего. Положение до чрезвычайности трудное.
 В 09:00—10:00 он, отвечая на вопросы генерала Иванова, сообщает, что «В моем распоряжении, в здании Главн. адмиралтейства, четыре гвардейских роты, пять эскадронов и сотен, две батареи. Прочие войска перешли на сторону революционеров или остаются, по соглашению с ними нейтральными. Отдельные солдаты и шайки бродят по городу, стреляя в прохожих, обезоруживая офицеров… Все вокзалы во власти революционеров, строго ими охраняются… Все артиллерийские заведения во власти революционеров…».

В 13:30 поступила телеграмма военного министра Беляева: 
Около 12 часов дня 28 февраля остатки оставшихся ещё верными частей, в числе 4 рот, 1 сотни, 2 батарей и пулеметной роты, по требованию Морского министра, были выведены из Адмиралтейства, чтобы не подвергнуть разгрому здание. Перевод всех этих войск в другое место не признан соответственным ввиду неполной их надежности. Части разведены по казармам, причем, во избежание отнятия оружия по пути следования, ружья и пулеметы, а также замки орудий сданы Морскому министерству.
В 15:00 император получил телеграмму Беляева об окончательном поражении лояльных правительству войск в Петрограде.
Примерно в 16:00 до поезда Б, в котором ехала императорская свита, дошли известия о том, что в Петрограде сформировано какое-то временное правительство и что думский депутат Бубликов, захватив министерство путей сообщения, передаёт по железнодорожной телеграфной сети воззвания, подписанные Родзянко. Затем с Николаевского вокзала в Петрограде пришёл приказ с требованием изменить маршрут императорских поездов и направить их прямо в Петроград, минуя станцию Тосно. Свита предложила дворцовому коменданту В. Н. Воейкову, находящемуся в поезде А, изменить курс на станции Бологое, на полпути между Москвой и Петроградом, и оттуда направляться в Псков по второстепенному пути, под защитой штаба Северного фронта. Однако Воейков настаивал, что поезда должны во что бы то ни стало попытаться добраться до Царского Села через Тосно.
В 18:00 царский поезд прибыл в Ржев. Николай II на несколько минут вышел из поезда.
В 21:27 в Лихославле получено сообщение о захвате восставшими Николаевского вокзала в Петрограде и о выпущенном ими распоряжении задержать царский поезд.
В 23:00 поезд прибыл в Вышний Волочёк. Воейков получил донесение подполковника Таля с предложением остановиться в Тосно, так как дальнейший путь контролируется восставшими. Воейков требовал «настоять на движении в Царское Село».
28 февраля в полночь царский поезд прибыл в Бологое.
В 03:45 ночи поезд подошёл к Малой Вишере. Здесь было получено донесение от офицера железнодорожной охраны, только что прибывшего со встречного направления. Он сказал, что станции Тосно и Любань находятся в руках взбунтовавшихся солдат и что самому ему пришлось бежать из Любани на дрезине. И хотя слухи эти впоследствии оказываются преувеличенными, император в 04:50 приказывает повернуть обратно на Бологое (примерно 100 километров пути), а оттуда идти в Псков, то есть ещё 200 километров.
Бубликов, следивший за продвижением императора и его свиты, узнав, что поезда остановились в Малой Вишере, запросил инструкции у Временного комитета. Пока там обсуждали, что делать, поезд повернул обратно на Бологое. Из Думы последовало распоряжение «задержать поезд в Бологом, передать императору телеграмму председателя Думы и назначить для этого последнего экстренный поезд до ст. Бологое». Бубликов из Петрограда отправил подробные инструкции о том, как остановить поезд, но они не были исполнены. Из Бологого доложили, что императорский поезд примерно в девять часов утра 1 марта, не остановившись для смены паровоза в Бологом, ушёл по Виндавской дороге через Дно в сторону Пскова. Бубликов приказал остановить поезд на перегоне Бологое — Дно, чтобы лишить императора возможности «пробраться в армию». Для этого предписывалось загородить товарными поездами какой-либо перегон «возможно восточнее ст. Дно и сделать физически невозможным движение каких бы то ни было поездов в направлении от Бологое в Дно», но и этот приказ железнодорожными чинами не был выполнен.
1 марта в 15:00 царский поезд прибыл на станцию Дно, где его ожидала телеграмма Родзянко: «Станция Дно. Его Императорскому Величеству. Сейчас экстренным поездом выезжаю на ст. Дно для доклада Вам, Государь, о положении дел и необходимых мерах для спасения России. Убедительно прошу дождаться моего приезда, ибо дорога каждая минута». Не дождавшись Родзянко, Николай II приказал двигаться дальше на Псков, а Родзянко велел телеграфировать, что там с ним и встретится. Позднее, во время разговора с генералом Рузским в ночь с 1 на 2 марта, Родзянко объяснял свой «неприезд» невозможностью оставить Петроград в ситуации, когда революционные события в столице грозили окончательно перерасти в анархию.
Когда поезд А прибыл около семи часов вечера в Псков, вместо ожидавшегося почётного караула на платформе императора встретили лишь губернатор и несколько чиновников. Главнокомандующий Северным фронтом генерал Н. В. Рузский прибыл на вокзал лишь через несколько минут. Император принял его сразу после псковского губернатора, и именно Рузскому выпало первым начать переговоры с императором о необходимости государственных реформ.

### Продвижение отряда генерала Иванова
Первый эшелон Георгиевского батальона и рота Собственного Его Императорского Величества полка отбыли из Могилёва в 10:15 28 февраля. Сам генерал-адъютант Иванов выехал позднее и нагнал эшелон в Орше. В течение всего дня генерал Алексеев направил главнокомандующим фронтами указания о выделении дополнительных войск в его распоряжение — по одной пешей и одной конной батарее от Северного и Западного фронтов, а также три «наиболее прочных» батальона крепостной артиллерии из Выборга и Кронштадта. Командующему Юго-Западным фронтом было приказано подготовить к отправке в распоряжение генерала Иванова, «как только представится возможность по условиям железнодорожных перевозок», лейб-гвардии Преображенский полк и два гвардейских стрелковых полка из состава Особой армии — а также, «если обстоятельства потребуют дальнейшего усиления в Петрограде вооружённой силы», одну из гвардейских кавалерийских дивизий.
В ночь с 28 февраля на 1 марта Алексеев направил генерал-адъютанту Иванову телеграмму, копия которой позднее также направляется командующим фронтами для информирования их о положении в столице. По выражению историка Г. М. Каткова, «вечером 28 февраля Алексеев перестал быть по отношению к царю послушным исполнителем и взял на себя роль посредника между монархом и его бунтующим парламентом. Только Родзянко, создав ложное впечатление, что Петроград находится под его полным контролем, мог вызвать в Алексееве такую перемену». По мнению Каткова, именно его изложение и интерпретация событий главным образом склонили высшее военное командование в лице генералов Алексеева и Рузского занять ту позицию, которая привела к отречению Николая II.
Если предыдущие сообщения о событиях в Петрограде, которые Алексеев направлял из Ставки главнокомандующим фронтами, довольно точно отражали хаос и анархию в столице, то в этой телеграмме Алексеев рисует совершенно другую картину. Он указывает, что, по сведениям, поступившим к нему по частным каналам, события в Петрограде успокоились, что войска, «примкнув к Временному правительству в полном составе, приводятся в порядок», что Временное правительство «под председательством Родзянки» «пригласило командиров воинских частей для получения приказаний по поддержанию порядка», а «Воззвание к населению, выпущенное Временным Правительством, говорит о незыблемости монархического начала России, о необходимости новых оснований для выбора и назначения правительства… <в Петрограде> ждут с нетерпением приезда Его Величества, чтобы представить ему всё изложенное и просьбу принять это пожелание народа». «Если эти сведения верны, — указывается далее в телеграмме, — то изменяются способы ваших действий, переговоры приведут к умиротворению, дабы избежать позорной междоусобицы, столь желанной нашему врагу». Алексеев просит Иванова передать императору, прямая связь с которым у Алексеева отсутствует, содержание этой телеграммы и убеждение самого Алексеева, что «дело можно привести мирно к хорошему концу, который укрепит Россию» (на самом деле генерал Иванов в это время находился совсем в другом месте, но командующий Северным фронтом Рузский к моменту прибытия в Псков императорского поезда уже получил копию этой телеграммы). Как отмечает Г. М. Катков, в указанной телеграмме явно прослеживается то представление о ситуации в Петрограде и своей роли как главы заседающего в Думе Временного правительства, которое Родзянко хотел создать у начальника штаба Верховного главнокомандующего. По мнению Каткова, телеграмма Алексеева явно имела целью приостановить какие бы то ни было решительные действия по вооружённому подавлению мятежа, которые мог бы предпринять генерал Иванов, — в ней указывается, что новая власть в Петрограде исполнена доброй воли и готова с новой энергией способствовать военным усилиям. Таким образом телеграмма, по словам Каткова, явно предваряла признание нового правительства со стороны главнокомандования, а Алексеевым явно руководило впечатление, что Родзянко держит Петроград в руках, что ему удалось сдержать революционный напор, а поэтому следует всячески укреплять его позицию. Самим же Родзянко, по мнению Каткова, руководили одновременно честолюбие и страх — Родзянко был живо заинтересован в том, чтобы остановить экспедиционные войска генерала Иванова, которые он считал гораздо более многочисленными и сильными, чем это на самом деле было.
Генерал Иванов достиг Царского Села со значительным опозданием, но без особых инцидентов. Рано утром 1 (14) марта он прибыл на станцию Дно. Здесь, получив сообщение о том, что к станции вскоре должны подойти императорские поезда, он решил навести порядок по пути следования. Об этом же ходатайствовало перед ним местное военное начальство. Генерал лично стал обходить стоявшие на путях поезда. Ряд подозрительных лиц были им арестованы и заключены под стражу в поезд генерала, при этом у солдат было отобрано до 100 единиц оружия, принадлежавшего офицерам.
По свидетельству А. И. Спиридовича,
| Узнали и то, что при нахождении генерала Иванова на станции прошло несколько поездов из Петрограда, переполненных пьяными солдатами. Многие из них своевольничали, говорили дерзости. Несколько десятков солдат были генералом арестованы. Многих солдат обыскали и нашли у них большое количество офицерских шашек и разных офицерских вещей, очевидно, награбленных в Петрограде. Генерал Иванов, по-стариковски, патриархально, бранил задержанных солдат, ставил их на колени, приказывал просить прощения, а арестованных увёз со своим поездом. Всё это, по рассказам очевидцев, носило довольно странный характер и производило смешное впечатление чего-то несерьёзного, бутафорского. |

В 6 часов вечера генерал Иванов со своим отрядом прибыл на станцию Вырица. Здесь он остановился и отдал приказ: «Высочайшим повелением от 28 февраля сего года я назначен главнокомандующим Петроградским военным округом. Прибыв сего числа в район округа, я вступил в командование его войсками во всех отношениях. Объявляю о сём войскам, всем без изъятия военным, гражданским и духовным властям, установлениям, учреждениям, заведениям и всему населению, находящемуся в пределах округа. Генерал-адъютант Иванов»
Добравшись к 9 часам вечера до Царского Села, Иванов встретился с командованием гарнизона и узнал, что Тарутинский полк, выделенный в его распоряжение Северным фронтом, уже прибыл на станцию Александровская Варшавской железной дороги. В целом, однако, попытка создать в районе Царского Села мощную группировку войск сорвалась. Выделенные войска растянулись в эшелонах между Двинском, Полоцком и Лугой. Бородинский пехотный полк, отправленный с Северного фронта в Петроград в распоряжение генерала Иванова, был разоружён в Луге местным революционным комитетом и отправлен обратно в Псков.
Немногочисленный отряд генерала Иванова сам по себе до подхода воинских частей с фронта не мог приступить ни к каким решительным шагам. Когда в Петербурге узнали о продвижении эшелонов Иванова, к нему вечером 1 марта выехал уполномоченный управления Генштаба полковник Доманевский, который проинформировал генерала о ситуации в столице. Явной целью этой поездки было удержать Иванова от каких-либо активных действий. Доманевский, в частности, сообщил Иванову, что «вооружённая борьба с восставшими только осложнит и ухудшит положение» и что легче восстановить порядок соглашением с Временным правительством.
Далее Иванов направился во дворец, где императрица приняла его среди ночи. Александра Фёдоровна желала узнать, где находится её муж, потому что по телефону не могла получить этих сведений. Именно там Иванов ознакомился с телеграммой Алексеева, в которой ему предлагалось «изменить тактику» ввиду предполагаемого восстановления порядка и законности в столице. Несмотря на то, что текст телеграммы показался генералу несколько туманным, он решил придерживаться именно того способа действий, который он предложил императору при получении от него назначения, — не вводить войск в Петроград, пока обстановка не станет окончательно ясной. Далее, узнав, что к месту стоянки эшелона приближаются части, перешедшие на сторону восставших, и не желая в сложившейся ситуации допустить каких-либо столкновений между георгиевским батальоном и царскосельским гарнизоном, Иванов решил возвратить состав в Вырицу, которую он избрал для стоянки как имеющую много путей.
В ночь с 1 (14) на 2 (15) марта генерал Иванов получил телеграмму от Николая II, которую тот отправил после своих переговоров с командующим Северным фронтом генералом Рузским, действовавшим на основании договорённостей с председателем Государственной думы Родзянко: «Царское Село. Надеюсь, прибыли благополучно. Прошу до моего приезда и доклада мне никаких мер не предпринимать. Николай. 2 марта 1917 г. 0 часов 20 минут».
2 (15) марта генерал Иванов со своим эшелоном направился на станцию Александровскую, где находился выделенный в его распоряжение Тарутинский полк, но доехал лишь до станции Сусанино, где его эшелон загнали в тупик, а ему вручили телеграмму от комиссара Временного комитета Государственной думы А. А. Бубликова следующего содержания: «По поручению Временного комитета Государственной думы предупреждаю вас, что вы навлекаете на себя этим тяжёлую ответственность. Советую вам не двигаться из Вырицы, ибо, по имеющимся у меня сведениям, народными войсками ваш полк будет обстрелян артиллерийским огнём». Далее Иванову было объявлено, что его действия могут помешать императору вернуться в Царское село: «Ваше настойчивое желание ехать дальше ставит непреодолимое препятствие для выполнения желания его величества немедленно следовать Царское Село. Убедительнейше прошу остаться Сусанино или вернуться Вырицу». Генерал был вынужден подчиниться.
Именно в Сусанино и была ему доставлена депеша от императора, отменявшая предыдущие указания о движении на Петроград. По результатам переговоров императора с главнокомандующим Северным фронтом генералом Рузским, все войска, выделенные ранее в распоряжение генерала Иванова, останавливались и возвращались обратно на фронт.
В ночь с 3 на 4 марта генерал Иванов выехал обратно в Ставку. На станции Дно он узнал от её коменданта об отречении Николая II от престола, в Орше узнал об отказе от престола великого князя Михаила Александровича. 5 марта Иванов прибыл в Ставку, где «наставлял солдат служить верно и честно новому правительству, благодарил их за службу и, прощаясь, обнял и поцеловал в каждой роте одного солдата за всю роту»

### 1 марта 1917 года. Псков
В 19:05 царский поезд прибыл в Псков, где находился штаб армий Северного фронта под командованием генерала Н. В. Рузского; Николай II записал в своём дневнике: «Ночью повернули со станции Малая Вишера назад, так как Любань и Тосно оказались занятыми. Поехали на Валдай, Дно и Псков, где остановились на ночь. Видел генерала Рузского. Гатчина и Луга тоже оказались занятыми. Стыд и позор! Доехать до Царского Села не удалось. А мысли и чувства все время там. Как бедной Аликс должно быть тягостно одной переживать все эти события! Помоги нам Господь!»

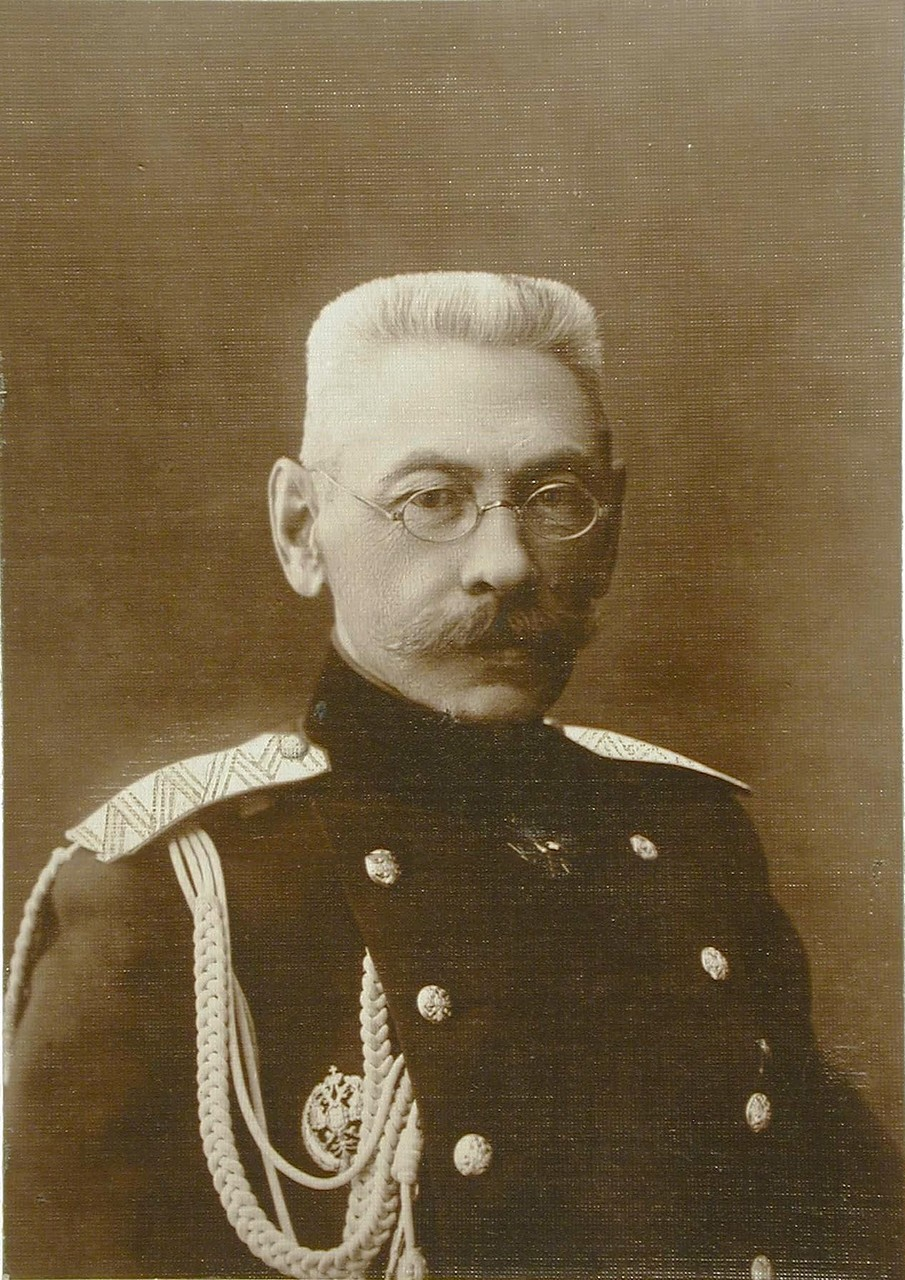
Генерал Н. В. Рузский, во время событий — командующий Северным фронтом

Генерал Рузский, согласно своим политическим убеждениям, полагал, что самодержавная монархия в двадцатом веке является анахронизмом, и лично недолюбливал Николая II. При прибытии царского поезда в Псков генерал демонстративно отказался устраивать обычную церемонию встречи и появился лишь через несколько минут.

К прибытию Николая II генерал Алексеев направил из Ставки в штаб Северного фронта телеграмму для императора. Сообщив в ней о начавшихся в Москве беспорядках и забастовках, Алексеев доложил: 
Беспорядки в Москве, без всякого сомнения, перекинутся в другие большие центры России, и будет окончательно расстроено и без того неудовлетворительное функционирование железных дорог. А так как армия почти ничего не имеет в своих базисных магазинах и живёт только подвозом, то нарушение правильного функционирования тыла будет для армии гибельно, в ней начнется голод и возможны беспорядки. Революция в России, а последняя неминуема, раз начнутся беспорядки в тылу, — знаменует собой позорное окончание войны со всеми тяжёлыми для России последствиями. Армия слишком тесно связана с жизнью тыла, и с уверенностью можно сказать, что волнения в тылу вызовут таковые же в армии. Требовать от армии, чтобы она спокойно сражалась, когда в тылу идет революция, невозможно.
Нынешний молодой состав армии и офицерский состав, в среде которого громадный процент призванных из запаса и произведенных в офицеры из высших учебных заведений, не дает никаких оснований считать, что армия не будет реагировать на то, что будет происходить в России…. Пока не поздно, необходимо принять меры к успокоению населения и восстановить нормальную жизнь в стране. 
Подавление беспорядков силою, при нынешних условиях, опасно и приведет Россию и армию к гибели. Пока Государственная дума старается водворить возможный порядок, но если от Вашего Императорского Величества не последует акта, способствующего общему успокоению, власть завтра же перейдет в руки крайних элементов и Россия переживет все ужасы революции. Умоляю Ваше Величество, ради спасения России и династии, поставить во главе правительства лицо, которому бы верила Россия и поручить ему образовать кабинет. 
В настоящее время это единственное спасение. Медлить невозможно и необходимо это провести безотлагательно. 
Докладывающие Вашему Величеству противное, бессознательно и преступно ведут Россию к гибели и позору и создают опасность для династии Вашего Императорского Величества.

Ещё через час из Ставки сообщили в Псков для доклада Николаю II, что в Кронштадте беспорядки, Москва охвачена восстанием и войска переходят на сторону мятежников, что командующий Балтийским флотом вице-адмирал А. И. Непенин «не признал возможным протестовать против призыва Временного комитета Государственной думы и, таким образом, Балтийский флот признал Временный комитет». По мнению историка Смолина, Алексеев использовал донесение адмирала Непенина о положении дел в Балтийском флоте для психологического давления на императора, истолковав действия адмирала Непенина как признание командованием Балтийского флота Временного комитета Государственной думы. Дословно же в телеграмме вице-адмирала Непенина говорилось: 
Сообщаю для доклада государю императору, что мною получены … телеграммы председателя Государственной думы Родзянко. Эту переписку сообщил для сведения соседям по фронту…, это же мною … приказано прочесть командам. Считаю, что только таким прямым и правдивым путём я могу сохранить в повиновении и боевой готовности вверенные мне части. Считаю себя обязанным доложить его величеству моё искреннее убеждение в необходимости пойти навстречу Государственной думе, без чего немыслимо сохранить в дальнейшем не только боевую готовность, но и повиновение частей…
Ещё через час из Ставки телеграфировал адмирал Русин: в Кронштадте анархия, военный губернатор Кронштадта вице-адмирал Р. Н. Вирен убит, офицеры арестованы.
Чуть ранее помощник Алексеева генерал В. Н. Клембовский связался с штабом Северного фронта и передал, что генерал Алексеев и великий князь Сергей Михайлович настоятельно просят генерала Н. В. Рузского доложить Николаю II о «безусловной необходимости принятия тех мер, которые указаны в телеграмме генерала Алексеева его величеству, так как им это представляется единственным выходом из создавшегося положения». Они полагали, что генералу Рузскому исполнение этой просьбы не представит затруднений, поскольку, по их мнению, генерал Рузской придерживался тех же взглядов, что и генерал Алексеев. Великий князь Сергей Михайлович, со своей стороны, полагал, что наиболее подходящим лицом (в качестве главы ответственного министерства) был бы Родзянко, пользующийся доверием.

В половине восьмого вечера 1 марта была доставлена телеграмма главнокомандующего Юго-Западным фронтом генерала А. А. Брусилова министру двора генерал-адъютанту графу Фредериксу: 
По долгу чести и любви к царю и отечеству обращаюсь к вашему сиятельству с горячей просьбою доложить государю императору мой всеподданнейший доклад и прошение признать совершившийся факт и мирно и быстро закончить страшное положение дела. Россия ведет грозную войну, от решения которой зависит участь и всего нашего отечества и царского дома. Во время такой войны вести междоусобную брань совершенно немыслимо, и она означала бы безусловный проигрыш войны к тому времени, когда вся обстановка складывается для нас благоприятно. Это угрожает безусловной катастрофой и во внутренних делах… Каждая минута промедления повлечет за собой новые напрасные жертвы и затруднит благоприятное разрешение кризиса.
Предполагалось, что переговоры с Николаем II о создании ответственного министерства будет вести председатель Временного комитета Государственной думы Родзянко, который должен был перехватить императорский поезд на станции Дно, но по определённым причинам не смог этого сделать. Не приехал он и в Псков. В связи с этим переговоры с императором был вынужден вести генерал Рузский.
Николай II 1 марта принял генерала Рузского вечером после ужина. Рузский доложил об общеполитической ситуации, включая рост революционного движения в Москве, и рекомендовал немедленно принять решение, сообразно с проектом Родзянко и Алексеева, — учредить правительство, ответственное перед Думой. Как писал Г. М. Катков, «Когда императорский поезд пришёл в Псков, императорская свита, да и сам император, считали, что они добрались до верного убежища, где распоряжается человек, располагающий почти неограниченной военной властью, которой по крайней мере сделает для злополучных путешественников всё срочно необходимое и поможет императорскому поезду как можно скорее доехать до Царского Села».
Ситуация, однако, оказалась совсем иной. О продвижении в Царское Село речь, по-видимому, не шла вообще. Разговор свёлся к тому, что Рузский горячо доказывал необходимость ответственного министерства, а Николай II возражал, указывая, что он не понимает положения конституционного монарха, поскольку такой монарх царствует, но не управляет. Принимая на себя высшую власть в качестве самодержца, он принял одновременно, как долг перед Богом, ответственность за управление государственными делами. Соглашаясь передать свои права другим, он лишает себя власти управлять событиями, не избавляясь от ответственности за них. Иными словами, передача власти правительству, которое будет ответственно перед парламентом, никоим образом не избавит его от ответственности за действия этого правительства. Император заверял Рузского, что ему известны компетентность и политические способности тех людей, которые претендуют на народное доверие. Он был о них не слишком высокого мнения как о возможных министрах, особенно при существующих тяжёлых обстоятельствах. Единственное, на что император был готов пойти, — согласиться на назначение Родзянко премьер-министром и предоставить ему выбор некоторых членов кабинета.
Переговоры затянулись до поздней ночи и несколько раз прерывались. Переломным моментом, несомненно, стало получение в 22:20 проекта предполагаемого манифеста об учреждении ответственного правительства, который был подготовлен в Ставке и направлен в Псков за подписью генерала Алексеева.
Согласно проекту, Родзянко поручалось сформировать Временное правительство. Телеграмма Алексеева, по словам Г. М. Каткова, показывала, что начальник штаба Верховного главнокомандующего и фактический главнокомандующий действующей армии безоговорочно поддерживает предлагаемое Рузским решение и что за любой мерой против Рузского (разжалованием, арестом или даже казнью за измену) неизбежно должны были последовать решительные перестановки в высшем военном командовании, что в условиях войны было крайне рискованным. Нет сомнения, пишет Катков, что телеграмма Алексеева «была решающим моментом акции, направленной на то, чтобы сломить волю императора».
Тем не менее, потребовалось ещё немало времени, прежде чем в присутствии одного только графа Фредерикса, министра двора в качестве свидетеля, император наконец подписал телеграмму, которой разрешал обнародовать предложенный Алексеевым манифест. Теперь первоочередной задачей было задержать движение войск на Петроград и отозвать экспедицию генерала Иванова.
Позднее Николай II в общении с близкими жаловался на грубость и давление со стороны генерала Рузского, благодаря которым тот принудил его изменить своим нравственным и религиозным убеждениям и согласиться на уступки, которых он не собирался делать. По мнению Каткова, рассказ о том, как Рузский, потеряв терпение, стал довольно невежливо настаивать на необходимости немедленного решения, шёл от вдовствующей императрицы Марии Федоровны, которой Николай II во время их длительного свидания в Могилёве после отречения подробно рассказывал обо всём, что произошло в Пскове. Для Николая II и для его супруги просто отречение представлялось нравственно гораздо более приемлемым, чем добровольный отказ от взятой на себя ответственности за Россию и создание «правительства, ответственного перед Думой». Тем не менее император никак не выразил Рузскому своего недовольства и не колеблясь проделал весь обряд благодарения «за верную службу», с положенными объятиями.

Генерал А. И. Спиридович писал об этом в своих воспоминаниях: 
В тот вечер Государь был побеждён. Рузский сломил измученного, издёрганного морально Государя, не находившего в те дни около себя серьёзной поддержки. Государь сдал морально. Он уступил силе, напористости, грубости, дошедшей один момент до топания ногами и до стучания рукою по столу. Об этой грубости Государь говорил с горечью позже своей Августейшей матушке и не мог забыть её даже в Тобольске.
Согласно воспоминаниям, записанным позднее Н. П. Карабчевским со слов жены великого князя Иоанна Константиновича Елены Петровны, в екатеринбургской тюрьме её навещал врач цесаревича В. Н. Деревенко, который рассказал ей об отзыве Николая II о Н. В. Рузском, сделанном уже в ссылке: «Бог не оставляет меня, Он даёт мне силы простить всех моих врагов и мучителей, но я не могу победить себя ещё в одном: генерал-адъютанта Рузского я простить не могу!».
2 марта в час ночи за подписью Николая II генералу Иванову была отправлена телеграмма: «Надеюсь, прибыли благополучно. Прошу до моего приезда и доклада мне никаких мер не предпринимать». Тогда же генерал Рузский приказывает остановить продвижение выделенных им войск к Петрограду и возвратить их на фронт и телеграфирует в Ставку об отозвании войск, посланных с Западного фронта. Вооружённое подавление мятежа в столице не состоялось.
Поручив Рузскому информировать от его имени Алексеева и Родзянко о том, что он согласен на формирование ответственного правительства, Николай II ушёл в спальный вагон, однако заснул только в 05:15 утра.

### 2 марта 1917 года. Отречение

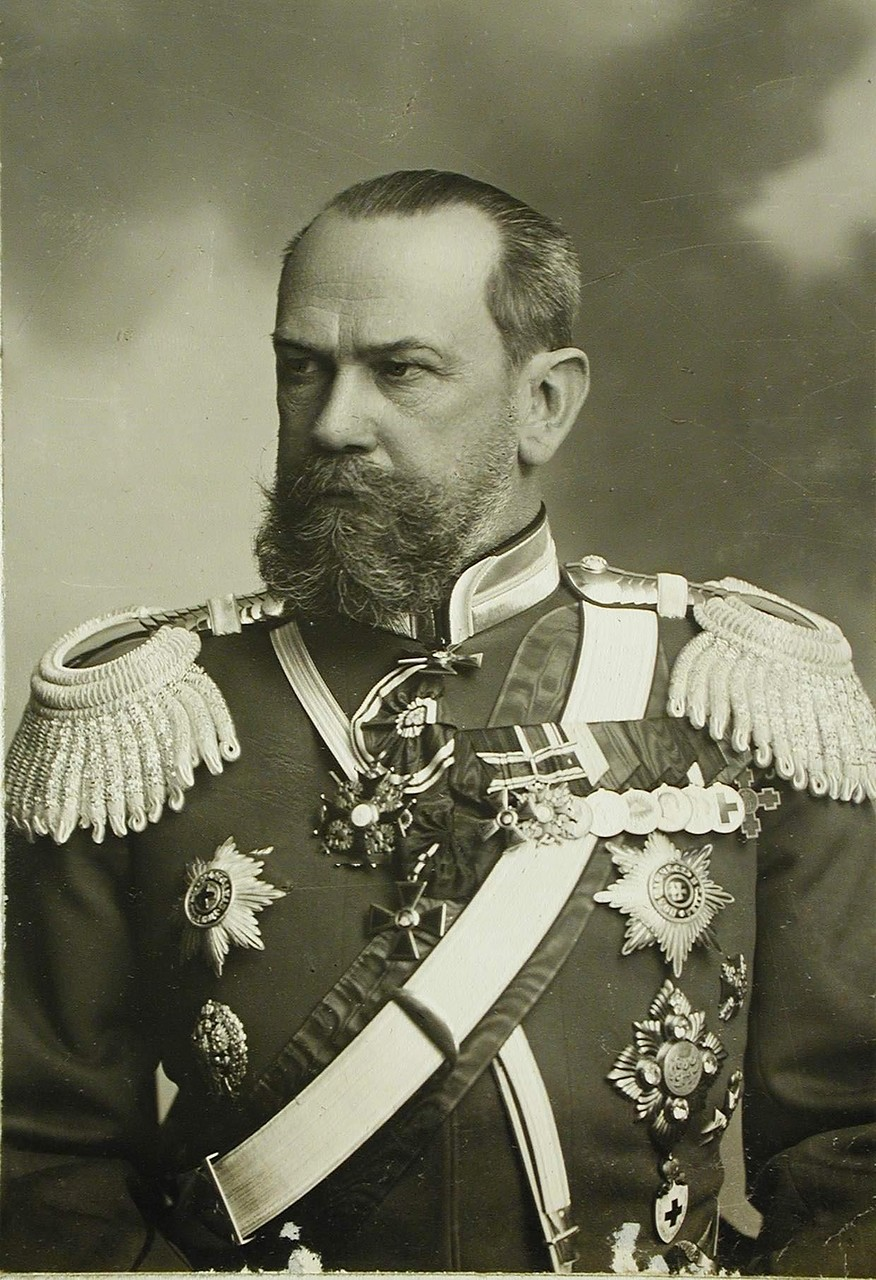
Генерал Эверт А. Е., во время событий — командующий Западным фронтом

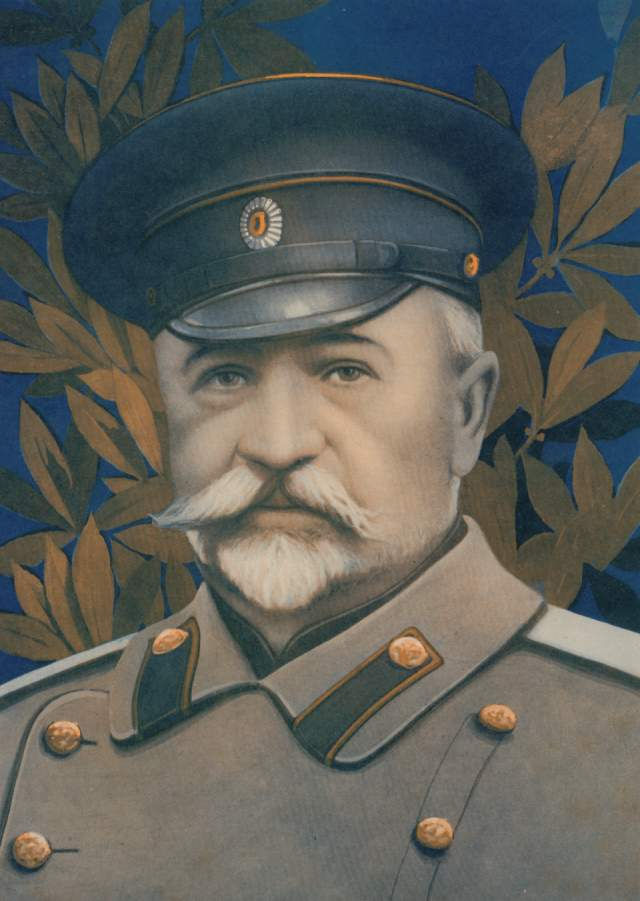
Генерал Сахаров В. В., во время событий — помощник главнокомандующего Румынским фронтом. В своей телеграмме Государю называл «преступными и возмутительными» действия председателя Думы Родзянко

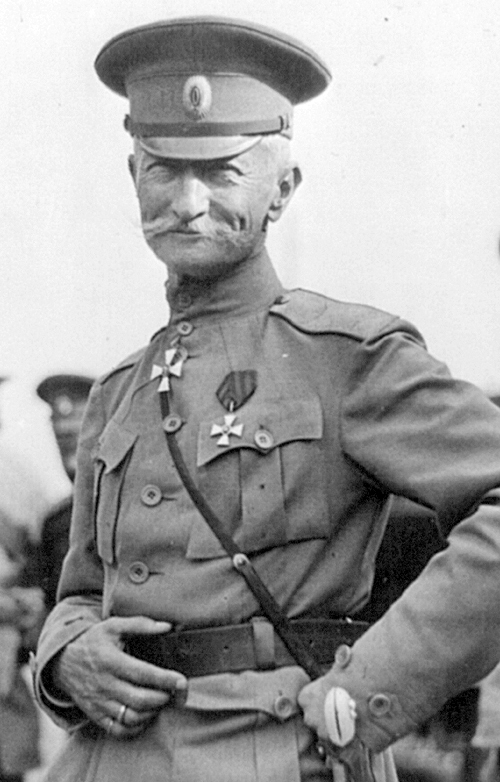
Генерал Брусилов А. А., во время событий — командующий Юго-Западным фронтом

Ещё в 23:30 1 марта, то есть до того, как Рузский в переговорах с императором добился желаемого, он через своего начальника штаба попросил М. В. Родзянко о разговоре по прямому проводу «на тему, в высшей степени серьёзную и срочную». Просьба эта прошла через штаб Петроградского военного округа, который тогда был на связи по прямому проводу со Псковом и одновременно в контакте с председателем Думы и Таврическим дворцом.
Родзянко сообщил, что сможет освободиться не ранее 02:30 ночи, но разговор начался часом позже.
В ходе разговора Родзянко умолчал о том, что к тому времени в результате наметившегося раскола внутри Временного комитета Государственной думы между октябристами и кадетами и растущего влияния Петросовета его личное политическое влияние, как и позиции октябристов в целом, оказались подорваны, и он уже не мог исполнять роль посредника между революционными силами и монархией. Уже 1 марта Временный комитет наметил состав будущего правительства во главе с князем Г. Е. Львовым, которому он был намерен передать свою власть. В полночь, то есть за несколько часов до этого разговора, в Таврическом дворце начались переговоры представителей Временного комитета Государственной думы, ЦК кадетской партии, Бюро Прогрессивного блока и Исполкома Петросовета, на котором обсуждался состав будущего правительства и условия сотрудничества демократических сил с этим правительством. В результате «ночного бдения» стороны пришли к соглашению, что формируемое Временное правительство объявит политическую амнистию, обеспечит демократические свободы всем гражданам, отменит сословные, вероисповедные и национальные ограничения, заменит полицию народной милицией, подчинённой органам местного самоуправления, начнёт подготовку к выборам в Учредительное собрание и в органы местного самоуправления на основе всеобщего, равного, прямого и тайного голосования, не будет разоружать либо выводить из Петрограда воинские части, принимавшие участие в революционном движении. Петросовет, в свою очередь, обязывался осудить разного рода бесчинства и хищения имущества, бесцельный захват общественных учреждений, враждебное отношение солдат к офицерству, призвать солдат и офицеров к сотрудничеству.
По словам Г. М. Каткова, «когда Родзянко говорил с Рузским, положение его было не из лёгких. Именно от него исходила инициатива манифеста, в котором председатель Думы уполномочивался сформировать парламентский кабинет, Рузского же и Алексеева он привлёк на свою сторону тем, что уверил их, будто движение у него в руках. Родзянко мог лишиться расположения высшего командования армии, признав, что он ввёл генералов в заблуждение, но именно на их поддержке строились все его надежды на собственное политическое будущее. Поэтому он стремился не отходить от легенды, по которой контроль над революцией был у него в руках, решившись даже утверждать, что в ночь с 28 февраля на 1 марта он вынужден был назначить правительство».

Рузский сообщил, что в результате длительных переговоров Николай II в конце концов согласился поручить Родзянко формирование правительства, ответственного «перед законодательными палатами», и предложил передать ему текст соответствующего царского манифеста, проект которого был составлен в Ставке. Родзянко, однако, заявил, что ситуация настолько радикально изменилась, что требование ответственного министерства себя уже изжило: 
Очевидно, что Его Величество и Вы не отдаёте себе отчета, что здесь происходит. Настала одна из страшнейших революций, побороть которую будет не так-то легко… если не будут немедленно сделаны уступки, которые могли бы удовлетворить страну … Народные страсти так разгорелись, что сдержать их вряд ли будет возможно, войска окончательно деморализованы; не только не слушаются, но убивают своих офицеров; ненависть к государыне императрице дошла до крайних пределов; вынужден был, во избежание кровопролития, всех министров, кроме военного и морского, заключить в Петропавловскую крепость… Считаю нужным вас осведомить, что то, что предполагается Вами, уже недостаточно, и династический вопрос поставлен ребром…
Такое вступление, по словам Г. М. Каткова, оказалось сюрпризом для генерала Рузского, и его реакция была чрезвычайно осторожной: сказав, что его представление о положении в Петрограде действительно сильно отличается от картины, нарисованной председателем Думы, Рузской всё же настаивал на том, что необходимо умиротворить народные страсти, чтобы продолжать войну и чтобы не оказались напрасными жертвы, уже принесённые народом. «Надо найти путь к восстановлению порядка в стране», — сказал он, а затем попросил сообщить ему, «в каком виде намечается решение династического вопроса».

Родзянко «с болью в сердце» отвечал:
Ненависть к династии дошла до крайних пределов, но весь народ, с кем бы я ни говорил, выходя к толпам, войскам, решил твёрдо войну довести до победного конца и в руки немцам не даваться. К Государственной думе примкнул весь петроградский и царскосельский гарнизон, то же самое повторяется во всех городах, нигде нет разногласия, везде войска становятся на сторону Думы и народа, и грозное требование отречения в пользу сына, при регентстве Михаила Александровича, становится определённым требованием… Тяжкий ответ взяла на себя перед Богом государыня императрица, отвращая его величество от народа. Его присылка генерала Иванова с георгиевским баталионом только подлила масла в огонь и приведет только к междоусобному сражению, так как сдержать войска, не слушающиеся своих офицеров и начальников, решительно никакой возможности нет… Прекратите присылку войск…

Рузский, понимая серьёзность момента, заверил Родзянко, что государь велел генералу Иванову не предпринимать ничего и повернуть обратно войска, находившиеся на пути в Петроград: 
Вы видите, что со стороны его величества принимаются какие только возможно меры, и было бы в интересах родины и той отечественной войны, которую мы ведем, желательным, чтобы почин государя нашел бы отзыв в сердцах тех, кои могут остановить пожар.

Передав Родзянко текст составленного Алексеевым манифеста, Рузский в заключение заявил:
… Я сегодня сделал все, что подсказывало мне сердце и что мог для того, чтобы найти выход для обеспечения спокойствия теперь и в будущем, а также, чтобы армиям в кратчайший срок обеспечить возможность спокойной работы; этого необходимо достигнуть в кратчайший срок; приближается весна, и нам нужно сосредоточить все наши усилия на подготовке к активным действиям и на согласовании их с действиями наших союзников…
В конце разговора Рузский ещё раз напомнил Родзянко об опасности того, что анархия перекинется в армию «и начальники потеряют авторитет власти». На это Родзянко с излишней самоуверенностью отвечал следующее: «Не забудьте, что переворот может быть добровольный и вполне безболезненный для всех; ни кровопролития, ни ненужных жертв не будет. Я этого не допущу». Разговор закончился в 3.30 ночи, а днём по инициативе Родзянко в Псков отправились представители Думы для получения манифеста, теперь уже об отречении в пользу сына, который, как предполагалось, должен был подписать Император.

Начальник штаба Северного фронта генерал Данилов в 5 ч. 25 мин. утра передал в Ставку телеграмму за подписью императора: 
Можно объявить представленный манифест, пометив его Псковом. Николай.

Следом за этим, однако, он передал в Ставку изложение разговора между Рузским и Родзянко, сопроводив его комментарием: 
Так как об изложенном разговоре главкосев может доложить государю только в 10 час., то он полагает, что было бы более осторожным не выпускать манифеста до дополнительного указания его величества.
Реакция в Ставке на такое развитие событий была бурной. Получив запись разговора Рузского с Родзянко, генерал Алексеев 2 марта в 9 часов утра приказал генералу Лукомскому связаться с Псковом и попросить немедленно разбудить царя и доложить ему содержание этого разговора («Переживаем слишком серьёзный момент, когда решается вопрос не одного Государя, а всего Царствующего Дома и России, генерал Алексеев убедительно просит безотлагательно это сделать, так как теперь важна каждая минута и всякие этикеты должны быть отброшены»), на что получил ответ от начальника штаба Северного фронта генерала Данилова, что царь только недавно заснул и что на 10:00 назначен доклад Рузского.

От себя лично генерал Лукомский просил передать генералу Рузскому следующее: 
…По моему глубокому убеждению, выбора нет, и отречение должно состояться. Надо помнить, что вся царская семья находится в руках мятежных войск, ибо, по полученным сведениям, дворец в Царском Селе занят войсками… Если не согласится, то, вероятно, произойдут дальнейшие эксцессы, которые будут угрожать царским детям, а затем начнётся междоусобная война, и Россия погибнет под ударом Германии, и погибнет вся династия.

Тем временем Алексеев по собственной инициативе составил и отправил краткое изложение разговора между Рузским и Родзянко всем главнокомандующим фронтами, кроме Северного, то есть великому князю Николаю Николаевичу на Кавказский фронт, генералу Сахарову на Румынский фронт, генералу Брусилову на Юго-Западный фронт, генералу Эверту на Западный фронт, попросив их срочно подготовить и направить в Ставку своё мнение: 
Его Величество в Пскове изъявил согласие учредить ответственное перед палатами министерство, поручив председателю Госдумы образовать кабинет. Последний ответил, что это было бы своевременно 27 февраля, в настоящее же время этот акт является запоздалым. Теперь династический вопрос поставлен ребром, и войну можно продолжать до победоносного конца лишь при исполнении предъявляемых требований относительно отречения от престола в пользу сына при регентстве Михаила Александровича.
Обстановка, по-видимому, не допускает иного решения, и каждая минута дальнейших колебаний повысит только притязания, основанные на том, что существование армии и работа железных дорог находятся фактически в руках петроградского Временного правительства. Необходимо спасти действующую армию от развала, продолжать до конца борьбу с внешним врагом, спасти независимость России и судьбу династии. Это нужно поставить на первый план хотя бы ценою дорогих уступок. Повторяю, что потеря каждой минуты может стать роковой для существования России и что между высшими начальниками действующей армии нужно установить единство мыслей и спасти армию от колебаний и возможных случаев измены долгу. Армия должна всеми силами бороться со внешним врагом, а решения относительно внутренних дел должны избавить её от искушения принять участие в перевороте, который безболезненно совершится при решении сверху. Если вы разделяете этот взгляд, то не благоволите ли телеграфировать спешно свою верноподданническую просьбу Его Величеству через Главкосева. Между высшими начальниками действующей армии нужно установить единство мыслей и целей и спасти армии от колебаний и возможных случаев измены долгу. 2 марта 1917 г.
Командующих флотами Алексеев не опрашивал, хотя и Непенин, и Колчак, как и командующие фронтами, напрямую подчинялись Верховному главнокомандующему: по мнению историка П. Н. Зырянова, в этом сказалось пренебрежительное отношение русского генералитета к флоту. Вечером 2 марта командующий Черноморским флотом А. В. Колчак получил от Алексеева телеграмму, в которой для сведения приводились тексты телеграмм от командующих фронтами Николаю II с просьбами об отречении. Осведомительная телеграмма не требовала ответа, но командующие Балтийским и Черноморским флотами в одинаковой ситуации повели себя совершенно по-разному: Непенин 2 марта отправил Государю телеграмму, в которой присоединялся к просьбам отречься от престола, а Колчак решил не отвечать на телеграмму.
Затем телеграмма была отправлена и главнокомандующему Северным фронтом Рузскому. Как отмечает Г. М. Катков, телеграмма Алексеева главнокомандующим была сформулирована таким образом, что у них не оставалось другого выбора, как высказаться за отречение. В ней говорилось, что если главнокомандующие разделяют взгляд Алексеева и Родзянко, то им следует «телеграфировать весьма спешно свою верноподданническую просьбу его величеству» об отречении. При этом ни слова не упоминалось о том, что следует делать, если они этого взгляда не разделяют.
В 10:45 Рузский начал свой доклад, передав Николаю II запись разговора с Родзянко. Рузский уже знал, что в Ставке благосклонно восприняли аргументы Родзянко в пользу отречения как средства покончить с революционными беспорядками: генерал — квартирмейстер Ставки генерал Лукомский в разговоре с начальником штаба Северного фронта генералом Даниловым сказал, что молит Бога о том, чтобы Рузскому удалось убедить императора отречься.
К этому времени Рузский также получил текст телеграммы, разосланной генералом Алексеевым главнокомандующим фронтами, и зачитал его царю. Стало ясно, что Алексеев полностью поддерживает позиции Родзянко. Он даже и не упоминал нигде о робких возражениях Рузского против отречения.
По мнению Г. М. Каткова, очевидно, настроение императора к утру сильно переменилось по сравнению с предыдущей ночью, и в создавшейся ситуации отречение привлекало его как более достойное решение, чем положение конституционного монарха. Этот выход давал ему возможность снять с себя ответственность за те беды, которые, по его убеждению, неизбежно обрушатся на страну, как только управление перейдёт в руки властолюбивых политиков, утверждающих, что пользуются народным доверием. В обеденный час, гуляя по перрону, он встретился с Рузским и сказал ему, что склоняется к отречению.
В 14 — 14:30 в Ставку начали поступать ответы от главнокомандующих фронтами.
Великий князь Николай Николаевич заявил: «Как верноподданный считаю по долгу присяги и по духу присяги коленопреклоненно молить государя отречься от короны, чтобы спасти Россию и династию»; также за отречение высказались генералы Эверт А. Е. (Западный фронт), Брусилов А. А. (Юго-Западный фронт), Сахаров В. В. (Румынский фронт), командующий Балтийским флотом адмирал Непенин А. И. (по собственной инициативе, вечером 2 марта).
Генерал Сахаров в своей телеграмме назвал Государственную думу «разбойной кучкой людей … предательски воспользовалась удобной минутой для проведения своих преступных целей», но продолжил: «Рыдая, вынужден сказать, что, пожалуй, наиболее безболезненным выходом для страны и для сохранения возможности биться с внешним врагом, является решение пойти навстречу уже высказанным условиям, дабы промедление не дало пищу к предъявлению дальнейших, ещё гнуснейших притязаний», а генерал Эверт заметил: «На армию в настоящем её составе при подавлении беспорядков рассчитывать нельзя… Я принимаю все меры к тому, чтобы сведения о настоящем положении дел в столицах не проникали в армию, дабы оберечь её от несомненных волнений. Средств прекратить революцию в столицах нет никаких».
Командующий Черноморским флотом адмирал Колчак А. В. ответа не послал.
По свидетельству Спиридовича А. И., генерал Алексеев пытался также уговорить начальника Морского штаба при Ставке адмирала Русина А. И. склонять Николая II к отречению, и так описывает эту сцену:

Утром адмирал Русин был приглашен к генералу Алексееву. Алексеев рассказал, что Государь задержан в пути, находится во Пскове и ему из Петрограда предъявлены требования.
— Что же требуют? Ответственного министерства? — спросил адмирал.
— Нет. Больше. Требуют отречения, — ответил Алексеев.
— Какой ужас! Какое несчастье! — воскликнул Русин.
Алексеев спокойно и невозмутимо молчал. Разговор оборвался. Собеседники поняли друг друга. Русин встал, попрощался и вышел из кабинета, даже не спросив для чего, собственно, его приглашал Алексеев.

Между двумя и тремя часами пополудни Рузский вошёл к царю в сопровождении генералов Данилова Ю. Н. и Саввича С. С., взяв с собой тексты телеграмм главнокомандующих, полученные из Ставки. Николай II попросил присутствующих генералов также высказать своё мнение; все они высказались за отречение.
Примерно в три часа дня царь принял решение об отречении в пользу сына при регентстве великого князя Михаила Александровича. Вскоре после этого он написал телеграмму генералу Алексееву: «Во имя блага, спокойствия и спасения горячо любимой России, я готов отречься от престола в пользу моего сына. Прошу всех служить ему верно и нелицемерно. НИКОЛАЙ»
Непосредственный участник событий, генерал Саввич С. С., так описывал принятие царём этого решения:

Рузский сначала предложил для прочтения Государю телеграммы, а затем обрисовал обстановку, сказав, что для спасения России, династии сейчас выход один — отречение его от престола в пользу наследника. Государь ответил: «Но я не знаю, хочет ли этого вся Россия».
Рузский почтительно доложил: «Ваше Величество, заниматься сейчас анкетой обстановка не представляет возможности, но события несутся с такой быстротой и так ежеминутно ухудшают положение, что всякое промедление грозит неисчислимыми бедствиями… Я прошу Ваше Величество выслушать мнение моих помощников, оба они в высшей степени самостоятельные и притом прямые люди».
Государь повернулся к нам и, смотря на нас, сказал: — Хорошо, но только прошу откровенного мнения. ...Данилов не видел другого выхода из создавшегося тяжёлого положения, кроме принятия предложения председателя Государственной думы. Государь, обратясь ко мне, спросил:
— А вы такого же мнения?
Я страшно волновался. Приступ рыданий сдавливал
— ...Я человек прямой, и поэтому вполне присоединяюсь к тому, что сказал генерал Данилов.
Наступило общее молчание, длившееся, как мне показалось, около двух минут. Государь сидел в раздумье, опустил голову. Затем он встал и сказал:
— Я решился. Я отказываюсь от престола.
При этом государь перекрестился. Перекрестились и все мы.

Генерал Данилов добавил к этому: «Минута была глубоко торжественна. Обняв генерала Рузского и тепло пожав нам руки, император медленными задерживающимися шагами прошёл в свой вагон».
Император объявил о своем решении в двух кратких телеграммах, одна из которых была адресована председателю Думы, другая — Алексееву. Отречение было в пользу наследника-цесаревича, а великий князь Михаил Александрович назначался регентом. В известном смысле, по словам Г. М. Каткова, это был шаг назад по сравнению с уступками предыдущей ночи, так как ни слова не говорилось о переходе к парламентскому строю и правительстве, ответственном перед Думой.
Рузский был намерен тут же отослать телеграммы, но для членов императорской свиты отречение стало полным сюрпризом, и они сочли, что шаг этот сделан с чрезмерной поспешностью. Царя сразу стали уговаривать остановить телеграммы. Рузскому пришлось вернуть царю телеграмму, адресованную Родзянко, в ожидании прибытия думской депутации, о выезде которой из Петрограда в Псков было тем временем объявлено.
Первыми чинами свиты, узнавшими о принятом царём решении, стали дворцовый комендант Воейков и министр императорского двора Фредерикс. Царь сообщил о своём отречении Фредериксу лично, на что тот через некоторое время заметил: «Никогда не ожидал, что доживу до такого ужасного конца. Вот что бывает, когда переживёшь самого себя».
Для остальной царской свиты, следовавшей с императором в поезде, отречение стало большой неожиданностью. Николай показал коменданту Воейкову В. Н. стопку телеграмм командующих фронтами и сказал: «А что мне осталось делать — меня все предали, даже Николаша» (великий князь Николай Николаевич).
По свидетельству историографа императорской семьи генерала Д. Н. Дубенского, находившегося в императорском поезде во время событий,

Граф Фредерикс ... вошёл в вагон, где мы все находились, и упавшим голосом сказал по-французски: «Всё кончено, государь отказался от престола и за себя и за наследника Алексея Николаевича в пользу брата своего Михаила Александровича, я послал через Рузского об этом телеграмму». Когда мы услышали всё это, то невольный ужас охватил нас.
Генерал Дубенский Д. Н. комментирует отречение словами «сдал, как сдают эскадрон… надо было ехать не в Псков, а в гвардию, в Особую армию».
Также находившийся в царской свите полковник Мордвинов А. А. так описывал эту сцену:

...возвращавшийся из вагона государя граф Фредерикс остановился в коридоре у дверей нашего купе и почти обыкновенным голосом по-французски сказал «Savez vous, l’Empereur a abdique» (Вы знаете, Император отрёкся от престола). Слова эти заставили нас всех вскочить...

Я лично мог предположить всё, что угодно, но отречение от престола столь внезапное, ничем пока не вызванное, не задуманное только, а уж исполненное, показалось такой кричащей несообразностью, что в словах преклонного старика Фредерикса в первое мгновение почудилось или старческое слабоумие или явная путаница.

### Текст телеграмм командующих фронтами и Балтийским флотом в Псков с просьбами об отречении
Тексты приводятся по данным Спиридовича А. И.
| Командующий Кавказским фронтом великий князь Николай Николаевич Государю Императору. Генерал-адъютант Алексеев сообщает мне создавшуюся небывало роковую обстановку и просит меня поддержать {291} его мнение, что победоносный конец войны, столь необходимый для блага и будущности России и спасения династии, вызывает ПРИНЯТИЕ СВЕРХМЕРЫ. Я, как верноподданный, считаю, по долгу присяги и по духу присяги, необходимым КОЛЕНОПРЕКЛОНЕННО МОЛИТЬ Ваше Императорское Величество спасти Россию и Вашего Наследника, зная чувство святой любви Вашей к России и к нему. Осенив себя крестным знамением, ПЕРЕДАЙТЕ ЕМУ ВАШЕ НАСЛЕДИЕ. ДРУГОГО ВЫХОДА НЕТ. Как никогда в жизни, с особо горячею молитвою молю Бога подкрепить и направить вас. Генерал-адъютант НИКОЛАЙ. | Командующий Юго-Западным фронтом генерал-адъютант Брусилов А. А. генерал-адъютанту Рузскому Н. В. Прошу вас доложить Государю Императору мою всеподданнейшую просьбу, основанную на моей, любви и преданности к Родине и царскому престолу, что в данную минуту ЕДИНСТВЕННЫЙ ИСХОД, могущий спасти положение и дать возможность дальше бороться с внешним врагом, без чего Россия пропадет, — ОТКАЗАТЬСЯ ОТ ПРЕСТОЛА в пользу Государя Наследника Цесаревича при регентстве Великого Князя Михаила Александровича. Другого исхода нет, но необходимо спешить, дабы разгоревшийся и принявший большие размеры народный пожар был скорее потушен, иначе он повлечет за собою неисчислимое катастрофическое последствие. Этим актом будет спасена и сама династия, в лице законного наследника. Генерал-адъютант БРУСИЛОВ |
| Командующий Западным фронтом генерал-адъютант Эверт А. Е. Государю Императору. Ваше Императорское Величество! Начальник штаба Вашего Величества передал мне обстановку, создавшуюся в Петрограде, Царском Селе, Балтийском море и Москве и результат переговоров генерал-адъютанта Рузского с председателем Гос. думы. Ваше Величество, на армию в настоящем её составе рассчитывать при подавлении внутренних беспорядков нельзя. Её можно удержать лишь именем спасения России от несомненного порабощения злейшим врагом родины при невозможности вести дальнейшую борьбу. Я принимаю все меры к тому, чтобы сведения о настоящем положении дел в столицах не проникали в армию, дабы оберечь {292} её от несомненных волнений. Средств прекратить революцию в столицах нет никаких. Необходимо немедленное решение, которое могло бы привести к прекращению беспорядков и к сохранению армии для борьбы против врага. При создавшейся обстановке, не находя иного выхода, безгранично преданный Вашему Величеству верноподданный умоляет Ваше Величество, во имя спасения родины и династии, ПРИНЯТЬ РЕШЕНИЕ, СОГЛАСОВАННОЕ С ЗАЯВЛЕНИЕМ ПРЕДСЕДАТЕЛЯ ГОСУДАРСТВЕННОЙ ДУМЫ, выраженным им генерал-адъютанту Рузскому, как единственное, видимо способное, прекратить революцию и спасти Россию от ужасов анархии. Генерал-адъютант ЭВЕРТ. | Командующий Румынским фронтом (помощник главнокомандующего) генерал от кавалерии Сахаров В. В. генерал-адъютанту Рузскому Н. В. Генерал-адъютант Алексеев передал мне преступный и возмутительный ответ председателя Государственной думы Вам на высокомилостивое решение Государя Императора даровать стране ответственное министерство и пригласить главнокомандующих доложить Его Величеству через Вас о решении данного вопроса в зависимости от создавшегося положения. Горячая любовь моя к Его Величеству не допускает душе моей мириться с возможностью осуществления гнусного предложения, переданного Вам председателем Гос. думы. Я уверен, что не русский народ, никогда не касавшийся Царя своего, задумал это злодейство, а разбойничья кучка людей, именуемая Государственной думой, предательски воспользовалась удобной минутой для проведения своих преступных Целей. Я уверен, что армии фронта непоколебимо встали бы за своего державного вождя, если бы не были призваны к защите родины от врага внешнего и если бы не были в руках тех же государственных преступников, захвативших в свои руки источники жизни армии. Таковы движения сердца и души. Переходя же к логике разума и учтя создавшуюся безысходность положения, я, непоколебимо верноподданный Его Величества, рыдая, вынужден сказать, что, пожалуй, наиболее безболезненным выходом для страны и для сохранения возможности биться с внешним врагом, является решение пойти навстречу уже высказанным условиям, дабы промедление не дало пищу к предъявлению дальнейших, ещё гнуснейших притязаний. Яссы. 2 марта. № 03317. Генерал Сахаров. |
| Мнения командующих флотами Алексеев не запрашивал, однако командующий Балтийским флотом вице-адмирал Непенин А. И. отправил телеграмму по собственной инициативе, в которой присоединялся к просьбам об отречении. | Алексеев отправил Колчаку «для сведения» копии телеграмм от командующих фронтами. Командующий Черноморским флотом вице-адмирал Колчак А. В. в одинаковой с Непениным ситуации поступил иначе: предпочёл в телеграфном совещании участия не принимать вообще, хотя о происходящих событиях был вполне информирован. |
| Вице-адмирал Непенин А. И. генерал-адъютанту Рузскому Н. В. С огромным трудом удерживаю в повиновении флот и вверенные войска. В Ревеле положение критическое, но не теряю ещё надежды его удержать. Всеподданнейше присоединяюсь к ходатайствам Вел. Кн. Николая Николаевича и главнокомандующих фронтами о немедленном принятии решения, формулированного председателем Гос. думы. Если решение не будет принято в течение ближайших часов, то это повлечёт за собой катастрофу с неисчислимыми бедствиями для нашей родины. 21 ч. 40 м. 2 марта. Вице-адмирал Непенин. | Командующий Северным фронтом генерал-адъютант Рузский Н. В. никаких телеграмм не посылал, так как во время событий царь сам находился в штабе Северного фронта. Устно высказывался за отречение. |

### 2 марта 1917 года, вторая половина дня. Прибытие представителей Госдумы

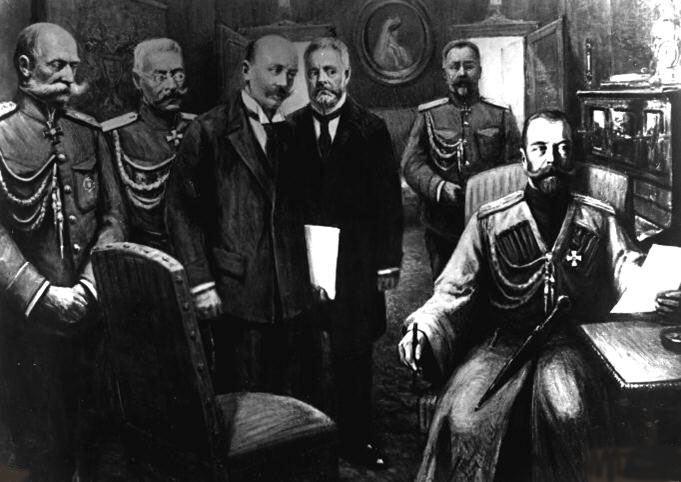
Отречение от престола Николая II 2 марта 1917 г. В царском вагоне: министр двора барон Фредерикс, генерал Н.Рузский, В. В. Шульгин, А. И. Гучков, Николай II. Государственный исторический музей.

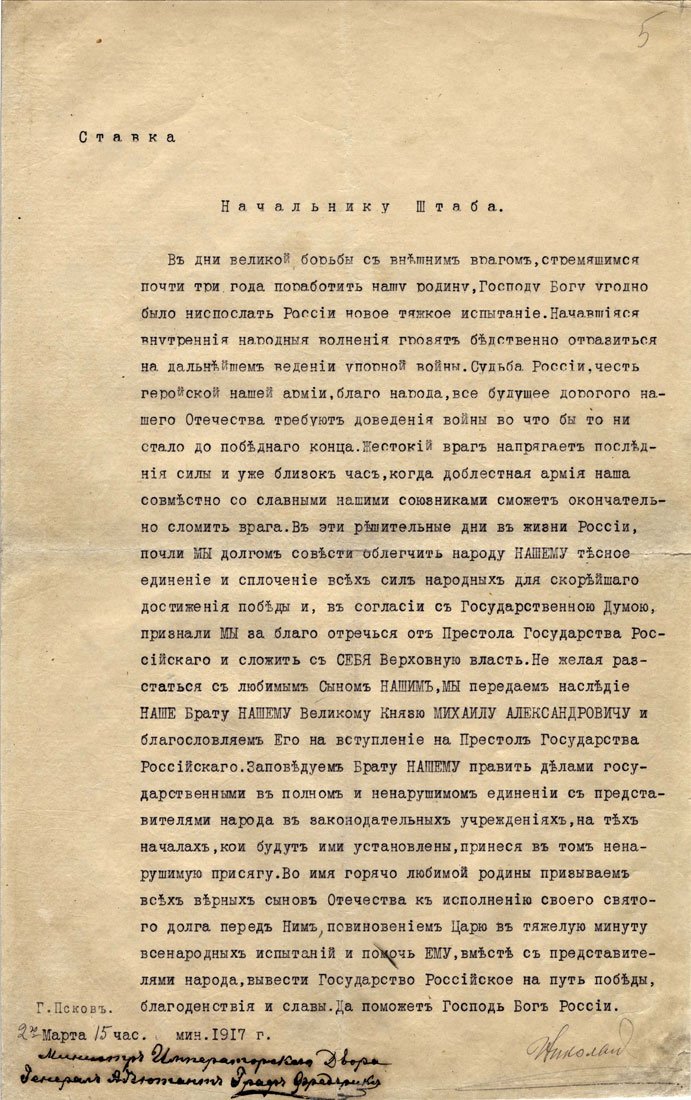
Отречение от престола императора Николая II. 2 марта 1917 года Машинопись. 35 х 22.
В правом нижнем углу карандашом подпись Николая II: Николай;
в левом нижнем углу черными чернилами поверх карандаша заверительная надпись рукой В. Б. Фредерикса:
министр императорского двора генерал-адъютант граф Фредерикс.'

Заголовок к отречению Николая II, написанный на отдельном листке бумаги В. Д. Набоковым во время первого заседания Временного правительства.

Во второй половине дня Рузскому сообщили, что в Псков выезжают представители Государственной думы А. И. Гучков и В. В. Шульгин.
Поезд, в котором ехали представители Думы, запаздывал, и это дало членам свиты возможность обсудить с императором новое положение. Они спросили его, что он собирается делать после отречения в пользу сына, решение о котором император принял в 15:05: он сказал, что уедет за границу и будет там жить до окончания военных действий, а затем вернётся в Россию, поселится в Крыму и полностью посвятит себя воспитанию сына. Некоторые из его собеседников сомневались, чтобы ему это позволили, но Николай отвечал, что родителям нигде не воспрещают заботиться о своих детях. Всё же какие-то сомнения зародились и у него, и он в первый раз откровенно обратился к личному врачу С. П. Фёдорову по поводу здоровья царевича. Царь попросил его искренне ответить, возможно ли излечение наследника, на что получил ответ, что «чудес в природе не бывает» и что в случае отречения наследнику, скорее всего, придётся жить в семье регента. После этого Николай пришёл к новому решению — отречься сразу и за своего сына, с тем, чтобы оставить его с собой.
Представители Думы прибыли в царский поезд в 21:45. Перед их прибытием генерал Рузский получил сведения, что к царскому поезду движутся высланные из Петрограда «вооружённые грузовики» с революционными солдатами. По свидетельству полковника А. А. Мордвинова, Шульгин сообщил ему о сильных трениях Госдумы с Петросоветом: «В Петрограде творится что-то невообразимое, мы находимся всецело в их руках, и нас, наверно, арестуют, когда мы вернёмся».
Гучков сказал Николаю II, что они приехали доложить о том, что произошло в Петрограде, и обсудить меры, необходимые, чтобы спасти положение, так как оно продолжает оставаться грозным: народное движение никто не планировал и не готовил, оно вспыхнуло стихийно и превратилось в анархию. Многие высокопоставленные государственные чиновники «стушевались», а Временному комитету Государственной думы пришлось действовать, чтобы восстановить в войсках авторитет офицеров, однако в Таврическом дворце, где размещается думский Комитет, находится и комитет «рабочей партии» (Петросовет), и думский Комитет теперь находится у него во власти. Гучков заявил, что существует опасность распространения беспорядков на войска, находящиеся на фронте. Единственная мера, которая может спасти положение, — это отречение в пользу малолетнего наследника цесаревича при регентстве великого князя Михаила, который составит новое правительство. Только так можно спасти Россию, династию и монархическое начало. Выслушав Гучкова, царь произнёс фразу, которая, по словам Г. М. Каткова, произвела эффект разорвавшейся бомбы. Он сказал, что ещё днем принял решение отречься в пользу сына, но теперь, сознавая, что он не может согласиться на разлуку с сыном, он отречётся и за себя, и за сына.
Гучков сказал, что они должны уважать отцовские чувства царя и принять его решение. Представители Думы предложили проект акта об отречении, который они привезли с собой. Император, однако, сказал, что у него есть его собственная редакция, и показал текст, который по его указанию был составлен в Ставке. Он уже внёс в него изменения относительно преемника; фраза о присяге нового императора была тут же согласована и тоже внесена в текст.
2 (15) марта 1917 года в 23:40 Николай официально передал Гучкову и Шульгину Акт об отречении, который, в частности, гласил: «<…> Заповедуем брату нашему править делами государства в полном и нерушимом единении с представителями народа в законодательных учреждениях, на тех началах, кои будут ими установлены, принеся в том ненарушимую присягу. <…>»
Кроме Акта об отречении Николай II подписал ряд других документов: указ Правительствующему сенату об увольнении в отставку прежнего состава Совета министров и о назначении князя Г. Е. Львова председателем Совета министров, приказ по Армии и Флоту о назначении великого князя Николая Николаевича Верховным главнокомандующим. Официально указывалось, что отречение имело место в 15:05, то есть именно в тот момент, когда фактически принято было решение о нём, — чтобы не создалось впечатление, что отречение произошло под давлением делегатов Думы; время указов о назначении было проставлено как 14:00, чтобы они имели законную силу как сделанные законным императором до момента отречения и для соблюдения принципа преемственности власти:372.
Весь протокол переговоров Николая II с представителями Думы зафиксирован начальником походной канцелярии генералом Нарышкиным под названием «Протокол отречения».
По окончании аудиенции Гучков вышел из вагона и крикнул в толпу: «Русские люди, обнажите головы, перекреститесь, помолитесь Богу… Государь император ради спасения России снял с себя своё царское служение. Россия вступает на новый путь!»

После этого Николай записал в своём дневнике:

Утром пришёл Рузский и прочёл свой длиннейший разговор по аппарату с Родзянко. По его словам, положение в Петрограде таково, что теперь министерство из Думы будто бессильно что-либо сделать, так как с ним борется соц-дем партия в лице рабочего комитета. Нужно мое отречение. Рузский передал этот разговор в ставку, а Алексеев всем главнокомандующим. К 2½ ч. пришли ответы от всех. Суть та, что во имя спасения России и удержания армии на фронте в спокойствии нужно решиться на этот шаг. Я согласился. Из ставки прислали проект манифеста. Вечером из Петрограда прибыли Гучков и Шульгин, с которыми я поговорил и передал им подписанный и переделанный манифест. В час ночи уехал из Пскова с тяжёлым чувством пережитого. Кругом измена, и трусость, и обман!

Умеренно правая московская газета «Утро России», издаваемая предпринимателем-старообрядцем П. П. Рябушинским, 4 марта так передавала слова императора посланцам от Думы: «Я всё это обдумал, — сказал он, — и решил отречься. Но отрекаюсь не в пользу своего сына, так как я должен уехать из России, раз я оставляю Верховную власть. Покинуть же в России сына, которого я очень люблю, оставить его на полную неизвестность я ни в коем случае не считаю возможным. Вот почему я решил передать престол моему брату, великому князю Михаилу Александровичу».

### События в Царском Селе 28 февраля — 2 марта 1917 года
28 февраля в Царском Селе появились немногочисленные подразделения и отдельные солдаты и офицеры Петроградского гарнизона, сохранившие лояльность царю. Около 12-00 прибыл начальник Охранного отделения Глобачёв К. И., бежавший из Петрограда; само Охранное отделение было разгромлено революционерами.
Около 20:00 восстал царскосельский гарнизон. Немногие лояльные части Дворцовой охраны — Собственный полк, Конвой Его Величества, рота Железнодорожного полка и батарея воздушной охраны, две роты Гвардейского экипажа — встают в оборону вокруг дворца. После переговоров с восставшими солдатами Дворцовая охрана отправила парламентёров в Госдуму.
1 марта в 5 утра пришло сообщение, что царский поезд якобы задержан восставшими в Малой Вишере, а царь арестован. По другим версиям, появившимся днём, поезд был якобы задержан на станции Дно или в Бологом.
В 9 утра вернулись из Петрограда парламентёры. Представитель Госдумы Гучков просил продолжать их охранять дворец. Дворцовые части и восставший гарнизон отказались от наступательных действий друг против друга.
В 11 утра в Царском Селе появились эмиссары Временного комитета Госдумы. Царскосельский гарнизон, пока за вычетом Дворцовой охраны, окончательно переходит на сторону восставших.
Поздно вечером на станцию прибыл эшелон с отрядом генерала Иванова. Иванов встретился с командованием гарнизона и узнал, что Тарутинский полк, выделенный в его распоряжение Северным фронтом, уже прибыл на станцию Александровская Варшавской железной дороги. В целом, однако, попытка создать в районе Царского Села мощную группировку войск сорвалась. Выделенные войска растянулись в эшелонах между Двинском, Полоцком и Лугой. Немногочисленный отряд генерала Иванова сам по себе до подхода воинских частей с фронта не мог приступить ни к каким решительным шагам. Уполномоченный управления Генштаба полковник Доманевский, выехавший в Царское Село навстречу генералу, проинформировал его о ситуации в столице. Явной целью этой поездки было удержать Иванова от каких-либо активных действий.
Уже ночью Иванов отправился во дворец на аудиенцию к императрице. Здесь он ознакомился с телеграммой генерала Алексеева, в которой ему предлагалось «изменить тактику» ввиду предполагаемого восстановления порядка и законности в столице. Иванов решил не вводить войск в Петроград, пока обстановка не станет окончательно ясной. Далее, узнав, что к месту стоянки эшелона приближаются части, перешедшие на сторону революции, и не желая в сложившейся ситуации допустить каких-либо столкновений между георгиевским батальоном и царскосельским гарнизоном, Иванов решил возвратить состав на соседнюю станцию Вырица.
Сама императрица 2 марта сообщила мужу об аудиенции двумя письмами. Первое гласило: «Вчера ночью от 1 до 2 1/2 виделась с Ивановым, который теперь здесь сидит в своем поезде. Я думала, что он мог бы проехать к тебе через Дно, но сможет ли он прорваться? Он надеялся провести твой поезд за своим»; второе — «Милый старик Иванов сидел у меня от 1 до 2 1/2 часов ночи и только постепенно вполне уразумел положение».
По свидетельству французского посла в Петрограде Мориса Палеолога, 1 (14) марта к Потёмкинскому дворцу в Петрограде явились представители привилегированных частей Царского Села с заявлением своей лояльности новой власти:
...старый Потемкинский дворец послужил рамой другой не менее грустной картины. Группа офицеров и солдат, присланных гарнизоном Царского Села, пришла заявить о своем переходе на сторону революции.
Во главе шли казаки свиты, великолепные всадники, цвет казачества, надменный и привилегированный отбор императорской Гвардии. Затем прошел полк его величества, священный легион, формируемый путём отбора из всех гвардейских частей и специально назначенный для охраны особ царя и царицы. Затем прошел еще железнодорожный полк его величества, которому вверено сопровождение императорских поездов и охрана царя и царицы в пути. Шествие замыкалось императорской дворцовой полицией: отборные телохранители, приставленные к внутренней охране императорских резиденций и принимающие участие в повседневной жизни, в интимной и семейной жизни их властелинов.
И все, офицеры и солдаты, заявляли о своей преданности новой власти, которой они даже названия не знают, как будто они торопились устремиться к новому рабству.
Во время сообщения об этом позорном эпизоде я думаю о честных швейцарцах, которые были перебиты на ступенях Тюильрийского дворца 10 августа 1792 г. Между тем, Людовик XVI не был их национальным государем, и, приветствуя его, они называли его «царь-батюшка».
Вечером ко мне зашёл осведомиться о положении граф С. Я. Между прочим, рассказываю об унизительном поведении царскосельского гарнизона в Таврическом дворце. Он сперва отказывается мне верить. Затем, после долгой паузы скорбного размышления, он продолжает:

- Да, то, что вы мне только что рассказали, отвратительно. Гвардейские войска, которые принимали участие в этой манифестации, покрыли себя позором... Но вся вина, может быть, не их одних. В их постоянной службе при их величествах эти люди видели слишком иного такого, чего они не должны были бы видеть; они слишком много знают о Распутине…
В ночь с 1 на 2 марта подняла восстание рота Собственного Железнодорожного полка, и ушла в Петроград, убив двух офицеров.
Великий князь Павел Александрович в течение 1 — 2 марта составляет манифест с обещанием народу конституции по окончании войны. 2 марта в 11 часов он представляет манифест императрице.
Днём самовольно уходят в Петроград две роты Гвардейского экипажа.
Вечером императрица пишет письмо, и в двух копиях пытается отправить его Николаю II через двух разных офицеров, Соловьёва и Грамотина, однако оба письма до царя не дошли.
Мой любимый, бесценный ангел, свет моей жизни! Моё сердце разрывается от мысли, что ты в полном одиночестве переживаешь все эти муки и волнения, и мы ничего не знаем о тебе, а ты не знаешь ничего о нас. Теперь я посылаю к тебе Соловьева и Грамотина, даю каждому по письму и надеюсь, что, по крайней мере, хоть одно дойдёт до тебя. Я хотела послать аэроплан, но все люди исчезли. Молодые люди расскажут тебе обо всём, так что мне нечего говорить тебе о положении дел. Всё отвратительно, и события развиваются с колоссальной быстротой. Но я твёрдо верю — и ничто не поколеблет этой веры,— всё будет хорошо. [...] Ясно, что они хотят не допустить тебя увидеться со мной прежде, чем ты не подпишешь какую-нибудь бумагу, конституцию или ещё какой-нибудь ужас в этом роде... Два течения — Дума и революционеры — две змеи, которые, как я надеюсь, отгрызут друг другу головы,— это спасло бы положение. [...] Бог поможет, поможет, и твоя слава вернётся. Это — вершина несчастий! Какой ужас для союзников и радость врагам! Я не могу ничего советовать, только будь, дорогой, самим собой. Если придётся покориться обстоятельствам, то Бог поможет освободиться от них. О мой святой страдалец! Всегда с тобой неразлучная твоя Жёнушка.
По словам Гучкова, в ночь с 1 на 2 марта к эмиссарам Госдумы в Царском Селе явились представители частей, сохранявших лояльность царю, и заявили, что они «не хотят кровопролития», и просят выдать им «удостоверение, что они тоже участвовали в движении».

### 3 марта 1917 года. Отъезд Николая II в Ставку
Царский поезд отбыл из Пскова обратно в Могилёв вскоре после полуночи с 2 на 3 марта 1917 года. Император хотел попрощаться с генералами и встретиться с матерью, которая специально для этого приехала из Киева.
Перед отходом поезда Николай II передал дворцовому коменданту В. Н. Воейкову телеграмму для великого князя Михаила Александровича: «Петроград. Его Императорскому Величеству Михаилу Второму. События последних дней вынудили меня решиться бесповоротно на этот крайний шаг. Прости меня, если огорчил тебя и что не успел предупредить. Останусь навсегда верным и преданным братом. Горячо молю Бога помочь тебе и твоей Родине. Ники.» Телеграмма была отправлена с железнодорожной станции Сиротино (45 км западнее Витебска) уже днём.
Находившийся в царском поезде полковник Мордвинов А. А. так описывает свою беседу с царём, состоявшуюся незадолго до прибытия в Могилёв:

Государь шёл так же молча, задумавшись, уйдя глубоко в себя. Он был такой грустный, ему было так «не по себе»...

— Ничего, ваше величество, — сказал я, — не волнуйтесь очень, ведь вы не напрашивались на престол, а, наоборот; вашего предка, в такое же подлое время приходилось долго упрашивать и, только уступая настойчивой воле народа, он, к счастью России, согласился нести этот тяжёлый крест... нынешняя воля народа, говорят, думает иначе... что ж, пускай попробуют, пускай управляются сами, если хотят. Насильно мил не будешь, только что из этого выйдет.

Государь приостановился.

— Уж и хороша эта воля народа! — вдруг с болью и непередаваемой горечью вырвалось у него. Чтобы скрыть своё волнение, он отвернулся и быстрее пошёл вперед. Мы молча сделали ещё круг.

— Ваше величество — начал опять я — что же теперь будет, что вы намерены делать?

— Я сам ещё хорошо не знаю — с печальным недоумением ответил государь — всё так быстро повернулось... на фронт, даже защищать мою родину, мне вряд ли дадут теперь возможность поехать, о чём я раньше думал. Вероятно буду жить совершенно частным человеком. Вот увижу свои матушку, переговорю с семьей. Думаю, что уедем в Ливадию. Для здоровья Алексея и больных дочерей это даже необходимо, или может в другое место, в Костромскую губернию, в нашу прежнюю вотчину.

— Ваше величество — с убеждением возразил я — уезжайте возможно скорее заграницу. При нынешних условиях даже в Крыму не житьё.

— Нет, ни за что. Я не хотел бы уехать из России, я её слишком люблю. Заграницей мне было бы слишком тяжело, да и дочери и Алексей ещё больны.
Вечером 3 марта Николая II на перроне в Могилёве встретили генерал Алексеев и другие генералы и штаб-офицеры Ставки. Узнав из доклада Алексеева об отказе великого князя Михаила Александровича от престола, Николай II позднее записал в дневнике: «Алексеев пришел с последними известиями от Родзянко. Оказывается, Миша отрёкся. Его манифест кончается четырёххвосткой для выборов через 6 месяцев Учредительного Собрания. Бог знает, кто надоумил его подписать такую гадость! В Петрограде беспорядки прекратились — лишь бы так продолжалось дальше».
На следующее утро состоялось обычное совещание с Алексеевым. После него Алексеев передал Временному правительству «просьбу» или «пожелание» императора, чтобы ему разрешили вернуться в Царское Село, дождаться там выздоровления детей, а затем всей семьёй выехать в Англию через Мурманск.
Согласно мемуарам генерала А. И. Деникина, Алексеев доверительно сообщил ему, что, прибыв в Ставку, император сказал ему, что переменил своё прежнее решение и просит известить Временное правительство, что он теперь хочет отречься в пользу сына. Николай II якобы дал Алексееву соответствующую телеграмму, адресованную Временному правительству. Телеграмма, однако, так и не была отправлена Алексеевым. Алексеев, не выполнив просьбу императора и намеренно её скрыв, объяснял это впоследствии тем, что было уже слишком поздно что-то менять, так как уже были опубликованы два манифеста об отречении — Николая II и Михаила Александровича (историк В. М. Хрусталёв назвал эти объяснения «неубедительными», поскольку документы об обоих отречениях — Николая и Михаила — были опубликованы только на следующий день, 4 марта). По словам Деникина, этот документ хранился у Алексеева до конца мая 1918 года, когда он, передавая верховное командование Добровольческой армией, передал Деникину и упомянутую телеграмму. Схожая информация об этом документе содержится и в воспоминаниях подполковника Ставки Верховного главнокомандующего В. М. Пронина «Последние дни царской Ставки (24 февраля — 8 марта 1917 г.)»:376—377. С. Мельгунов, однако, подвергал сомнению версию Деникина о некой новой телеграмме. Он указывал на то, что телеграмма с извещением об отречении в пользу сына была составлена Николаем II сразу после полудня 2 марта в Пскове, но не была отправлена и впоследствии действительно была обнаружена советскими историками в архивах Ставки. Когда к вечеру того же дня в Псков прибыли думские депутаты Гучков и Шульгин, Николай II к этому времени уже переменил решение и объявил об отречении в пользу брата. Мельгунов считает, таким образом, что телеграмма, о которой Алексеев говорил Деникину, была именно та, которую император составил 2 марта.
4 марта Николай II встретился в Могилёве со своей матерью, вдовствующей императрицей Марией Фёдоровной. Она сделала в своей памятной книжке запись: 

...Дорогой Ники встретил меня на станции. Горестное свидание! Он открыл мне своё кровоточащее сердце, оба плакали. Бедный Ники рассказывал обо всех трагических событиях, случившихся за два дня. Сначала пришла телеграмма от Родзянко, в которой говорилось, что он должен взять всё с Думой в свои руки, чтобы поддержать порядок и остановить революцию; затем — чтобы спасти страну, предложил образовать новое правительство и ...отречься от престола в пользу своего сына (невероятно!). Но Ники естественно не мог расстаться со своим сыном и передал трон Мише! Все генералы телеграфировали ему и советовали то же самое, и он... подписал манифест. Ники был неслыханно спокоен и величественен в этом ужасно унизительном положении.
Остальную часть своего пребывания в Ставке император провёл главным образом в беседах с матерью.

### 3 марта 1917 года. Реакция на отречение Николая II
В 01:28 3 (16) марта 1917 года из Пскова в Ставку пришла телеграмма: 
Его величеством подписаны указы Правительствующему сенату о бытии председателем Совета министров князю Георгию Евгеньевичу Львову и Верховным главнокомандующим — его императорскому высочеству великому князю Николаю Николаевичу. Государь император изволил затем подписать акт отречения от престола с передачей такового великому князю Михаилу Александровичу. Его величество выезжает сегодня … на несколько дней в Ставку через Двинск…

О получении этой телеграммы Ставка проинформировала командующих фронтами и адмирала Русина. Манифест был разослан по телеграфу во все армии для объявления войскам, однако уже в 06:45 Ставка приказала, ссылаясь на «убедительную просьбу» Родзянко, «задержать всеми мерами и способами» объявление манифеста. За два часа до этого Родзянко в присутствии князя Львова связался по прямому проводу с генералом Рузским и заявил: 
… Чрезвычайно важно, чтобы манифест об отречении и передаче власти великому князю Михаилу Александровичу не был опубликован до тех пор, пока я не сообщу вам об этом. Дело в том, что с великим трудом удалось удержать более или менее в приличных рамках революционное движение, но положение ещё не пришло в себя и весьма возможна гражданская война. С регентством великого князя и воцарением наследника цесаревича помирились бы может быть, но воцарение его как императора абсолютно неприемлемо. Прошу вас принять все зависящие от вас меры, чтобы достигнуть отсрочки… прошу вас, в случае прорыва сведений о манифесте в публику и в армию, по крайней мере, не торопиться с приведением войск к присяге.

Родзянко пояснил, что его настоятельная просьба вызвана масштабами народного недовольства, которое привело к избиению офицеров, антимонархическим настроениям и анархии: 
Вспыхнул неожиданно для всех нас такой солдатский бунт, которому ещё подобных я не видел и которые, конечно, не солдаты, а просто взятые от сохи мужики и которые все свои мужицкие требования нашли полезным теперь заявить. Только слышно было в толпе — «земли и воли», «долой династию», «долой Романовых», «долой офицеров» и начались во многих частях избиения офицеров. К этому присоединились рабочие, и анархия дошла до своего апогея. После долгих переговоров с депутатами от рабочих удалось прийти только к ночи сегодня к некоторому соглашению, которое заключается в том, чтобы было созвано через некоторое время Учредительное собрание для того, чтобы народ мог высказать свой взгляд на форму правления, и только тогда Петроград вздохнул свободно, и ночь прошла сравнительно спокойно. Войска мало-помалу в течение ночи приводятся в порядок, но провозглашение императором великого князя Михаила Александровича подольет масла в огонь, и начнется беспощадное истребление всего, что можно истребить. Мы потеряем и упустим из рук всякую власть, и усмирить народное волнение будет некому.
По словам Родзянко, до созыва Учредительного собрания (не ранее чем через полгода) власть планируется сосредоточить в руках Временного комитета Государственной думы, уже сформированного ответственного министерства (Временного правительства), при сохраняющемся функционировании обеих законодательных палат.

Информируя главнокомандующих фронтами о неожиданном развитии событий, Алексеев делает следующие выводы:
Первое — в Государственной думе и её Временном комитете нет единодушия; левые партии, усиленные советом рабочих депутатов, приобрели сильное влияние.
Второе — на председателя Думы и Временного комитета Родзянко левые партии и рабочие депутаты оказывают мощное давление, и в сообщениях Родзянко нет откровенности и искренности.
Третье — цели господствующих над председателем партий ясно определились из вышеприведенных пожеланий Родзянко.
Четвертое — войска Петроградского гарнизона окончательно распропагандированы рабочими депутатами и являются вредными и опасными для всех, не исключая умеренных элементов Временного комитета.
Очерченное положение создает грозную опасность более всего для действующей армии, ибо неизвестность, колебания, отмена уже объявленного манифеста могут повлечь шатание умов в войсковых частях и тем расстроить способность борьбы с внешним врагом, а это ввергнет Россию безнадежно в пучину крайних бедствий, повлечет потерю значительной части территории и полное разложение порядка в тех губерниях, которые останутся за Россией, попавшей в руки крайних левых элементов….
Согласно воспоминаниям генерала Лукомского, отправив телеграмму, Алексеев удалился в свой кабинет и сказал ему: «Я никогда не прощу себе, что поверил в искренность некоторых людей, что пошёл за ними и что послал телеграмму об отречении императора главнокомандующим». С. Мельгунов, однако, по словам Каткова, теорию об «обманутых генералах» считал преувеличением. Он полагал, что генералы прекрасно понимали, что Дума не имеет никакой власти над революционным движением, а непоследовательность и метания Родзянко, который одновременно и настаивал, чтобы выполняли его указания, и говорил, что сам боится ареста, не могла не возбудить подозрений.
3 марта в 14:30 командующий Черноморским флотом адмирал А. В. Колчак отправил телеграмму начальнику Морского штаба при Верховном главнокомандующем адмиралу Русину: «Секретная. Для сохранения спокойствия нахожу необходимым объявить вверенным мне флоту, войскам, портам и населению, кто в настоящее время является законной верховной властью в стране — кто является законным правительством и кто верховный главнокомандующий. Не имея этих сведений, прошу их мне сообщить. До настоящего времени в подчиненных мне флоте, войсках, портах и населении настроение спокойное».
4 марта командующий Гвардейским кавалерийским корпусом отправил в Ставку начальнику штаба Верховного главнокомандующего телеграмму: «До нас дошли сведения о крупных событиях. Прошу Вас не отказать повергнуть к стопам Его Величества безграничную преданность Гвардейской кавалерии и готовность умереть за своего обожаемого Монарха. Хан Нахичеванский». В ответной телеграмме Николай сообщил: «Никогда не сомневался в чувствах гвардейской кавалерии. Прошу подчиниться Временному правительству. Николай». По другим сведениям, эта телеграмма была отправлена ещё 3 марта, и генерал Алексеев так и не передал её Николаю. Существует также версия, что данная телеграмма была отправлена без ведома хана Нахичеванского его начальником штаба, генералом бароном А. Г. Винекеном. По противоположной версии телеграмма, наоборот, была отправлена ханом Нахичеванским после совещания с командирами частей корпуса.
Другая широко известная телеграмма поддержки была отправлена командующим 3-м конным корпусом Румынского фронта генералом Келлером Ф. А. («Третий конный корпус не верит, что Ты, Государь, добровольно отрёкся от престола. Прикажи, Царь, придём и защитим Тебя»). Неизвестно, дошла ли эта телеграмма до царя, но она дошла до командующего Румынским фронтом, приказавшего Келлеру сдать командование корпусом под угрозой обвинения в государственной измене.
14 марта генерал Алексеев в своей записке Временному правительству обобщает реакцию фронтов и флотов на отречение: на Балтийском флоте «восторженно», на Северном фронте «сдержанно и спокойно», на Западном «спокойно, серьёзно, многие с сожалением и огорчением», на Юго-Западном «спокойно, с сознанием важности переживаемого момента», на Румынском и Кавказском фронтах, и также на Черноморском флоте «тягостное впечатление, преклонение перед высоким патриотизмом и самопожертвованием государя, выразившимся в акте отречения».
Церковные иерархи Русской православной церкви и большинство священников отнеслись к отречению сдержанно (восприняв его как «Божью волю» или даже «Божью кару» за недееспособность царского правительства), не выступили в защиту монархии и поддержали Временное правительство. В начале марта 1917 года постановлением Синода в богослужебных чинах и текстах молитв были устранены упоминания царственного дома и взамен добавлена формула о «Богохранимой Державе Российской и Благоверном Временном правительстве».

### 3—5 марта 1917 года. Отказ Михаила Александровича от восприятия верховной власти

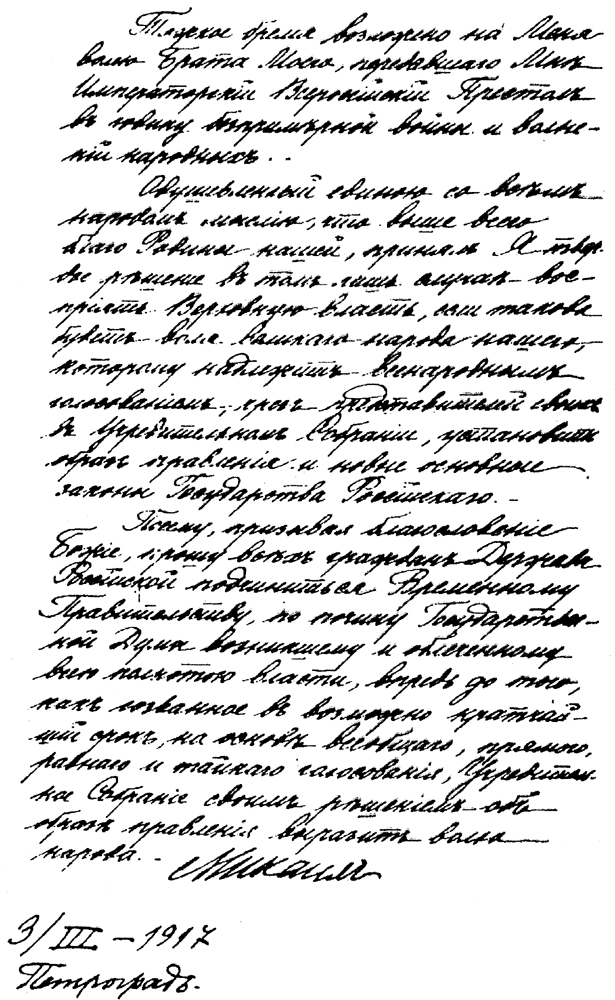
Отказ от престола великого князя Михаила Александровича

Гучков и Шульгин отбыли в Петроград в три часа ночи 3 марта, заранее сообщив правительству телеграфом текст трёх принятых Николаем II документов (указы Правительствующему сенату о назначении Г. Е. Львова (уже назначенного Временным комитетом) председателем Совета министров и о назначении Великого князя Николая Николаевича Верховным главнокомандующим, и Акт об отречении от престола за себя и сына в пользу Михаила Александровича).
На Варшавском вокзале их встретила толпа революционных рабочих. Когда Гучков попытался провозгласить в железнодорожных мастерских здравицу в честь «императора Михаила», рабочие пришли в ярость и едва не подвергли обоих депутатов самосуду. Они требовали уничтожить манифест об отречении Николая II, арестовать царя и провозгласить республику.
Уже в 6 часов утра 3 марта члены Временного правительства, де-юре образованного 2 (15) марта 1917 года, узнав, что Николай II отрёкся от престола не в пользу малолетнего сына, а в пользу своего брата, что категорически меняло ситуацию (рабочие депутаты, по словам Родзянко, отвергали такое решение, сохраняющее власть династии Романовых), связались с великим князем Михаилом Александровичем и договорились о скорейшей встрече.
Совещание на квартире у Михаила Александровича началось около 10 часов утра. Большинство приехавших (Г. Е. Львов, А. Ф. Керенский, М. В. Родзянко, Н. В. Некрасов, А. И. Шингарёв, И. Н. Ефремов, В. А. Ржевский, И. В. Годнев, С. И. Шидловский, Вл. Н. Львов, М. И. Терещенко) советовали великому князю не принимать верховную власть.
Родзянко заявил, что в случае принятия им престола немедленно разразится новое восстание и что следует передать рассмотрение вопроса о монархии Учредительному собранию. Его поддержал Керенский.
Только Милюков и присоединившийся к участникам совещания около полудня Гучков убеждали Михаила Александровича принять всероссийский престол. Милюков, в частности, заявил, что «правительство одно без монарха… является утлой ладьей, которая может потонуть в океане народных волнений; стране при таких условиях может грозить потеря всякого сознания государственности и полная анархия раньше, чем соберется Учредительное Собрание. Временное правительство одно без него не доживет», и предложил всем монархическим силам перебраться в Москву. Однако перспектива гражданской войны напугала всех присутствующих.
Оба предложения по сути означали отказ Государственной думы и Временного правительства от ответственности взять на себя полноту государственной власти и объявить Россию республикой. Страх стал причиной неоправданного периода неопределённости и безвластия во время войны и революционных восстаний.
Выслушав обе стороны, великий князь потребовал отдельного разговора с Родзянко и князем Львовым, во время которого спросил, может ли Дума гарантировать его личную безопасность. После заявления Родзянко, что это невозможно, великий князь, трезво оценив ситуацию в Петрограде, согласился подписать акт непринятия престола до решения этого вопроса Учредительным собранием.
В. Д. Набоковым для составления текста документа был вызван юрист Б. Э. Нольде. Текст акта непринятия престола от 3 марта был составлен совместно Нольде, Набоковым и В. В. Шульгиным с поправками самого великого князя, и переписан начисто рукой Набокова, после чего и был подписан Михаилом Александровичем.
При подписании, кроме Набокова, Нольде и Шульгина, присутствовали князь Львов, Родзянко и Керенский. Акт отречения от 3 марта был особенно важен, так как он был единственным документом, который легализовывал власть Временного правительства, поскольку Г. Е. Львов был назначен председателем Правительства Николаем II, а не Михаилом Александровичем.

### 8 марта 1917 года. Прощание с войсками. Николай отбывает в Царское Село
5 (18) марта 1917 года исполком Петросовета постановил арестовать всю царскую семью, конфисковать их имущество и лишить гражданских прав. Через два дня — 7 (20) марта 1917 года — в журнале заседаний Временного правительства № 10 была сделана запись: «Слушали: 1. О лишении свободы отрекшегося императора Николая II и его супруги. Постановили: 1) Признать отрекшегося императора Николая II и его супругу лишёнными свободы и доставить отрекшегося Императора в Царское Село». В заседании участвовали: министр-председатель кн. Г. Е. Львов, министры: военный и морской А. И. Гучков, иностранных дел — П. Н. Милюков, путей сообщения — Н. В. Некрасов, финансов — М. И. Терещенко, обер-прокурор Святейшего Синода В. Н. Львов и товарищ министра внутренних дел Д. М. Щепкин. Присутствовал также государственный контролёр И. В. Годнев.

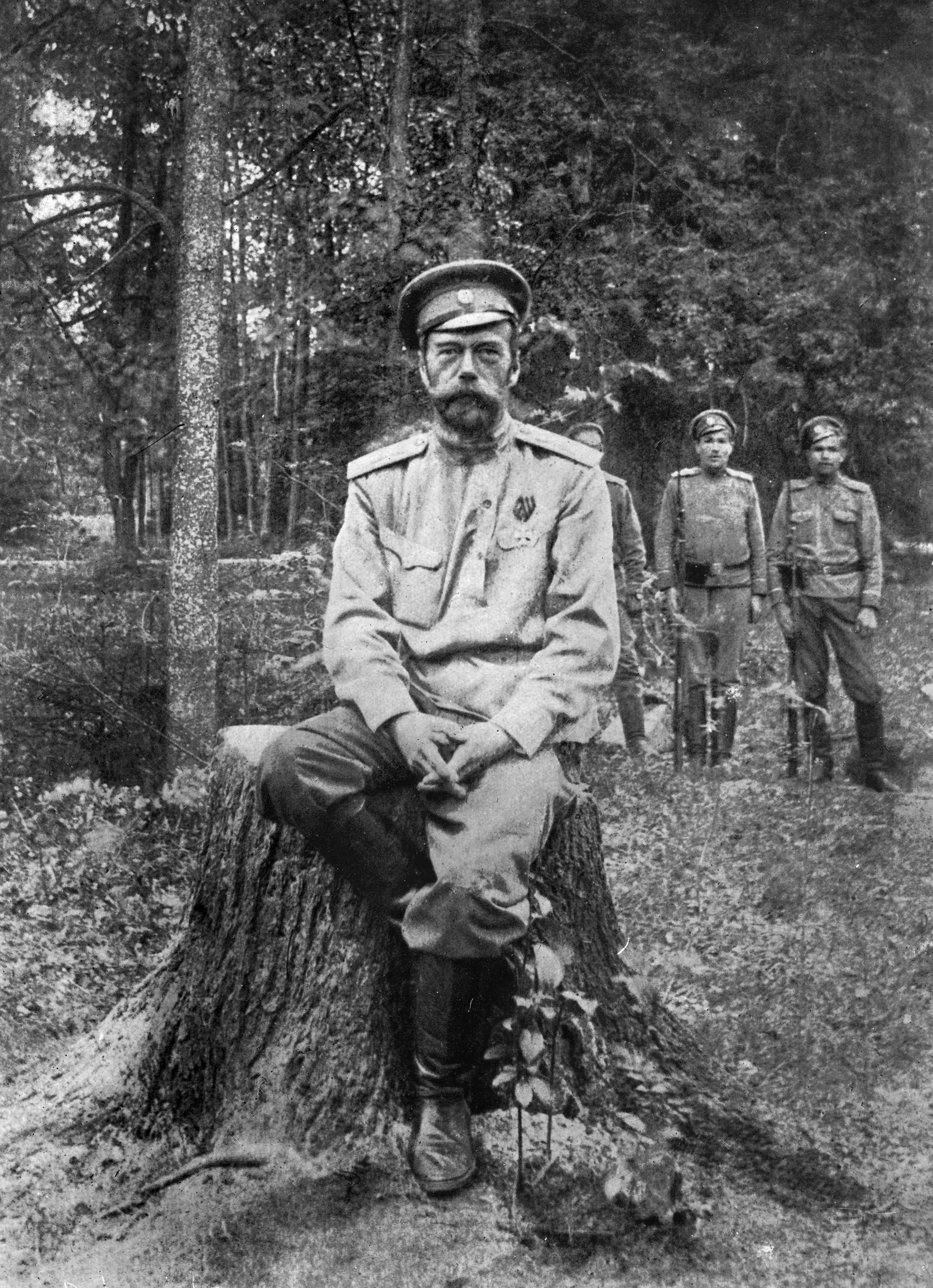
Фотография Николая Романова, сделанная после его отречения в марте 1917 года и ссылки в Сибирь

В Могилёв была направлена специальная комиссия во главе с комиссаром Временного правительства А. А. Бубликовым, которая должна была доставить бывшего императора в Царское Село. Утром 8 марта в зале губернаторского дома, где жил император, состоялось прощание, на котором присутствовали все офицеры Ставки и по одному солдату от каждой части. Приехавшие думские комиссары сообщили Алексееву, что Временное правительство постановило арестовать бывшего императора. Император уехал в Царское Село в одном поезде с думскими комиссарами и с отрядом из десяти солдат, которых отдал под их начальство генерал Алексеев.
Перед отъездом Николай II попытался в последний раз обратиться к войскам, это обращение более известно как «Последний приказ». Генерал Алексеев передал этот приказ в Петроград с некоторыми правками (см. ниже), однако Временное правительство под давлением Петросовета отказалось публиковать его.
В последний раз обращаюсь к Вам, горячо любимые мною войска. После отречения моего за себя и за сына моего от престола Российского, власть передана Временному правительству, по почину Государственной Думы возникшему. Да поможет ему Бог вести Россию по пути славы и благоденствия. Да поможет Бог и Вам, доблестные войска, отстоять Россию от злого врага. В продолжении двух с половиной лет Вы несли ежечасно тяжёлую боевую службу, много пролито крови, много сделано усилий, и уже близок час, когда Россия, связанная со своими доблестными союзниками одним общим стремлением к победе, сломит последнее усилие противника. Эта небывалая война должна быть доведена до полной победы.
Кто думает о мире, кто желает его — тот изменник Отечества, его предатель. Знаю, что каждый честный воин так мыслит. Исполняйте же Ваш долг, защищайте доблестную нашу Великую Родину, повинуйтесь Временному правительству, слушайте Ваших начальников, помните, что всякое ослабление порядка службы только на руку врагу.

Твёрдо верю, что не угасла в Ваших сердцах беспредельная любовь к нашей Великой Родине. Да благословит Вас Господь Бог и да ведёт Вас к победе Святой Великомученик и Победоносец Георгий.

8 марта 1917 г.
Ставка. НИКОЛАЙ
В Госархиве РФ имеется несколько другой документ, рукописный приказ Николая II:
Текст обращения Николая II к войскам после отречения от престола. Генерал-квартирмейстеру при Верховном Главнокомандующем 10 марта 1917 года. № 2129. Дежурному генералу при Верховном Главнокомандующем. По приказанию Начальника Штаба Верховного Главнокомандующего препровождаю при сем собственноручную записку отрекшегося от Престола Императора Николая II Александровича, каковую записку Начальник Штаба приказал подшить к делу Штаба Верховного Главнокомандующего для хранения, как исторический документ. Приложение: записка. Генерал-лейтенант Лукомский. Генерального штаба подполковник: Барановский.
В последний раз обращаюсь к вам горячо любимые войска. В продолжении двух с половиной лет несли вы ежечасно тяжёлую боевую службу.
К вам, горячо любимые мною войска, обращаюсь с настоятельным призывом отстоять нашу родную землю от злого противника. Россия связана со своими доблестными союзниками одним общим стремлением к победе. Нынешняя небывалая война должна быть доведена до полного поражения врагов. Кто думает теперь о мире и желает его, тот изменник своего Отечества — предатель его. Знаю, что каждый честный воин так понимает и так мыслит. Исполняйте ваш долг как до сих пор. Защищайте нашу великую Россию изо всех сил. Слушайте ваших начальников. Всякое ослабление порядка службы (дисциплины) только на руку врагу. Твёрдо верю, что не угасла в ваших сердцах беспредельная любовь к Родине. Да благословит вас Господь Бог на дальнейшие подвиги и да ведёт вас от победы к победе Святой Великомученик и Победоносец Георгий.
8 марта Николай записывал в своём дневнике: «Последний день в Могилёве. В 10 ч. подписал прощальный приказ по армиям. В 10½ ч. пошёл в дом дежурства, где простился с со всеми чинами штаба и управлений. Дома прощался с офицерами и казаками конвоя и Сводного полка — сердце у меня чуть не разорвалось! В 12 час. приехал к мам’а в вагон, позавтракал с ней и её свитой и остался сидеть с ней до 4½ час. Простился с ней, Сандро, Сергеем, Борисом и Алеком. Бедного Нилова не пустили со мною. В 4.45 уехал из Могилёва, трогательная толпа людей провожала. 4 члена Думы сопутствуют в моем поезде! Поехал на Оршу и Витебск. Погода морозная и ветреная. Тяжело, больно и тоскливо».
Великий князь Александр Михайлович так описал прощание Николая с чинами штаба:

К одиннадцати часам зал переполнен: генералы, штаб- и обер-офицеры и лица свиты. Входит Ники, спокойный, сдержанный, с чем-то похожим на улыбку на губах. Он благодарит штаб и просит всех продолжать работу «с прежним усердием и жертвенностью». Он просит всех забыть вражду, служить верой и правдой России и вести нашу армию к победе. Потом он произносит свои прощальные слова короткими военными фразами, избегая патетических слов. Его скромность производит на присутствующих громадное впечатление. Мы кричим «ура», как никогда ещё не кричали за последние двадцать три года. Старые генералы плачут. Ещё мгновение — и кто-нибудь выступит вперед и станет молить Ники изменить принятое им решение. Но напрасно: самодержец всероссийский не берет своих слов обратно!

8 марта новый командующий войсками Петроградского военного округа генерал Л. Г. Корнилов лично арестовал императрицу, в том числе — для предотвращения возможного самосуда со стороны царскосельского гарнизона. Генерал Корнилов отдельно настоял на том, чтобы караул царской семьи подчинялся штабу Петроградского военного округа, а не местному Совету.
По свидетельству камердинера А. А. Волкова, «Корнилов сказал императрице, что на него возложена тяжелая обязанность объявить об аресте, и просил Государыню быть спокойной: ничего не только опасного, но даже особых стеснений арест за собой повлечь не может. Корнилов попросил разрешения представить Государыне сопровождавших его офицеров…Императрица несколько растерялась и приказала позвать к себе великого князя Павла Александровича».
9 марта в 11:30 Николай II прибыл в Царское Село. Фрейлина Вырубова А. А. пишет в своих мемуарах, что Николай также показывал ей телеграммы от командующих фронтами и великого князя Николая Николаевича с просьбой об отречении, и заявил, что «Дайте мне здесь жить с моей семьей самым простым крестьянином, зарабатывающим свой хлеб, пошлите нас в самый укромный уголок нашей Родины, но оставьте нас в России».
Арестом царской семьи Временным правительством, по словам В. Д. Набокова, «был завязан узел, который был 4/17 июля в Екатеринбурге разрублен товарищем Белобородовым».

## Правовые аспекты отречения
Ни в 1917 году, ни позднее — до 1921 года — правомочность отречения Николая II за себя не оспаривалась. В дальнейшем попытки оспорить подлинность отречения предпринимались в среде эмигрантов-ультрамонархистов. Первые публичные заявления, ставившие под сомнение правомерность отречения российского монарха были сделаны в 1921 году во время работы Первого монархического съезда. С тех пор больша́я часть мемуаристов, публицистов, историков русской эмиграции и постсоветской России стояла на точке зрения правовой «незаконности» отречения. С этим мнением солидарны и историки А. Н. Боханов и В. М. Хрусталёв, которые считали, что решение Николая II отречься за себя и за наследника было де-юре незаконным: законы Российской империи не предусматривали возможности отречения царствующего монарха вообще и не предусматривали возможности отречения монарха за иное лицо.
Историк В. Ж. Цветков придерживался в этом вопросе противоположного мнения — он, писал, ссылаясь на положения учебного курса государственного права, написанного в начале XX века юристом профессором Н. М. Коркуновым, и считавшимся основным учебным курсом по этому предмету в Российской империи в то время, что отречение от престола предусматривалось статьёй 37 Свода Основных Законов, гласившей: «При действии правил… о порядке наследия Престола, лицу, имеющему на оный право, предоставляется свобода отрещись от сего права в таких обстоятельствах, когда за сим не предстоит никакого затруднения в дальнейшем наследовании Престола». М. Н. Коркунов писал: «Может ли уже вступивший на Престол отречься от него? Так как Царствующий Государь, несомненно, имеет право на Престол, а закон предоставляет всем, имеющим право на Престол, и право отречения, то надо отвечать на это утвердительно…»
В. Ж. Цветков писал, что, отрекаясь за своего несовершеннолетнего сына, Николай II также не нарушал закона, а действовал в соответствии со статьёй 199 Свода Основных Законов Российской империи, по которой «попечение о малолетнем лице Императорской Фамилии принадлежит его родителям; в случае же кончины их, или иных, требующих назначения опеки, обстоятельств, попечение как о личности, так и об имуществе малолетнего и управление его делами вверяется опекуну». Историк Л. А. Лыкова также писала, что отречение Николая II в пользу своего брата было юридически корректным:14.
Конституционно-правовые аспекты отречения проанализированы К. В. Карпенко в 2017 г. Автор, в частности, полагает, что отстранение от наследования престола цесаревича также было законным, но по иной причине. Николай II осуществил дерогацию, то есть отступление от действовавшего законодательства. Возможность такого отступления предусматривалась Основными государственными законами.

### Освобождение подданных от присяги
Прощальный приказ Николая II не был опубликован Временным правительством, однако самим своим отречением и словами «Заповедуем Брату Нашему править делами государственными в полном и ненарушимом единении с представителями народа в законодательных учреждениях, на тех началах, кои будут ими установлены, принеся в том ненарушимую присягу» Государь Император освободил подданных от прежней присяги.

## Заговор Гучкова. Альтернативный взгляд на историю отречения Николая II
Совокупность исторических источников свидетельствует, что к началу 1916 года окончательно сложился заговор либерально-кадетской оппозиции и революционных группировок, имевших тесную связь с определёнными политическими и финансовыми силами Запада, ставившими своей целью свержение с престола Императора Николая II.
Позже был создан штаб во главе с А. И. Гучковым, который предполагал заменить монархического действующего правителя малолетним конституционным.
К. и. н. П. В. Мультатули в своей книге «Кругом измена, трусость и обман: Подлинная история отречения Николая II», пишет:
«По словам Гучкова, у его группы „план очень быстро сложился“. План этот заключался в захвате царского поезда во время одной из поездок Государя из Петрограда в Ставку или обратно. Для этого „были изучены маршруты“ следования поезда. Арестовав Государя, предполагалось тут же принудить его к отречению от престола в пользу Цесаревича Алексея при регентстве Великого Князя Михаила Александровича. Одновременно с этим в стране вводился конституционный строй.»
План заговорщиков заключался в захвате императорского поезда и аресте Государя. Предполагалось тут же принудить его к отречению, а в случае отказа — убить. Автором этого плана был Гучков. Заранее были заготовлены соответствующие манифесты. Предполагалось всё это выполнить в ночное время, а утром вся Россия и армия узнали бы об отречении. Всё это и было исполнено в роковые февральско-мартовские дни февральской революции 1917 года.
Однако свои планы были у А. Ф. Керенского, который видел Россию после переворота только демократической республикой, которую бы возглавлял не регентский совет, а учредительное собрание. То есть не монархия в любом её виде, а республика. И Керенский сделал план Гучкова частью своего плана, поскольку понимал, что действуя в открытую, он не добьётся успеха.
Гучков установил связи с высшим военным командованием: начальником штаба Ставки генерал-адъютантом М. В. Алексеевым, главнокомандующим армиями Северного фронта генерал-адъютантом Н. В. Рузским, главнокомандующим армиями Юго-Западного фронта генерал-адъютантом А. А. Брусиловым, заместителем Алексеева генералом от кавалерии В. И. Гурко. Они и сыграли решающую роль в успехе переворота. Вопрос об отречении был предрешён.
22 февраля 1917 года Государь был заманен в Ставку генералом М. В. Алексеевым и оторван от столицы, в которой тут же начались беспорядки. Приказ государя о направлении войск для подавления беспорядков не был выполнен. Государь был захвачен заговорщиками, лишён свободы, а впоследствии и престола.
П. В. Мультатули: «<…> совершенно очевидно, что ни с юридической, ни с моральной, ни с религиозной точки зрения для подданных Государя никакого отречения от престола со стороны Царя не было. События в феврале-марте 1917 г. были ничем иным, как свержением Императора Николая II с прародительского Престола; незаконное, совершённое преступным путём, против воли и желания Самодержца, лишение его власти».

## Дальнейшая судьба участников событий
Многие участники событий погибли в 1917—1918 годах.
Министр внутренних дел Протопопов А. Д. в ходе событий впал в панику, уже 28 февраля 1917 года был арестован революционным Временным комитетом Госдумы, который пытался таким образом предотвратить самосуд толпы. 27 октября 1918 года расстрелян большевиками во время красного террора в Москве.
Военный министр Беляев М. А. расстрелян большевиками во время красного террора в 1918 году.
Дворцовый комендант Воейков В. Н. арестован Временным правительством, в 1917 году бежал за границу. Умер в 1947 году в Стокгольме.
Командующий Петроградским военным округом генерал Хабалов С. С. арестован Временным правительством, впоследствии эвакуировался из России с остатками белых войск. Умер в 1924 году.
Дом министра императорского двора Фредерикса В. Б. в Петрограде был в ходе событий разграблен бунтующей толпой как «немецкий». На самом деле Фредерикс действительно имел иностранное происхождение, но не немецкое, а шведское. В 1924 году бывший министр с разрешения советских властей эмигрировал в Финляндию, где умер в 1927 году в возрасте 88 лет.
Начальник штаба Верховного Главнокомандующего генерал Алексеев М. В. стал одним из главных организаторов Белого движения, умер на Дону от воспаления лёгких 8 октября 1918 года.
Генерал Иванов Н. И. присоединился к Белому движению, умер от тифа 27 января 1919 года.
Великий князь Николай Николаевич, в ходе событий вступивший в должность Верховного Главнокомандующего, уже 11 марта 1917 года был уволен Временным правительством с формулировкой «как Романов». Его приказ войскам о вступлении в должность так и не был опубликован. Активно в Белом движении не участвовал, после падения Крыма в 1919 году эмигрировал. Умер в эмиграции в начале 1929 года.
Генерал Эверт А. Е. уже 22 марта уволен Временным правительством за монархизм. Не эмигрировал, и политикой не занимался. Убит 12 ноября 1918 года «при попытке к бегству» (согласно воспоминаниям Н. И. Эверт, был убит конвоирами при этапировании в Москву по пути из тюрьмы на вокзал в г. Можайске).
Генерал Брусилов А. А. перешёл на сторону большевиков, умер своей смертью в 1926 году. Был одним из создателей РККА. С мая 1920 года возглавлял Особое совещание при главнокомандующем всеми вооружёнными силами Советской Республики, вырабатывавшее рекомендации по укреплению Красной армии. С 1921 года — председатель комиссии по организации допризывной кавалерийской подготовки, с 1923 года состоял при Реввоенсовете для особо важных поручений. В 1923—1924 годах — инспектор кавалерии.
Генерал Сахаров В. В. уже 2 апреля уволен Временным правительством за монархизм. Более политикой не занимался. В 1920 году расстрелян «зелёными повстанцами».
Адмирал Непенин А. И. уже 4 марта 1917 года был расстрелян моряками-балтийцами в Гельсингфорсе.
Великий князь Михаил Александрович 13 июня 1918 года убит в Перми большевиками.
Генерал Рузский Н. В. казнен большевиками 18 октября 1918 года в составе группы заложников.
Великий князь Кирилл Владимирович в 1917 году бежал в Финляндию, и оттуда эмигрировал в Швейцарию. В 1924 году в эмиграции объявил себя новым императором. С этого момента появляется версия, что он на сторону революции не переходил, а привёл Гвардейский флотский экипаж к Таврическому дворцу «для восстановления порядка».
Генерал Гусейн хан Нахичеванский во время красного террора, предположительно, расстрелян большевиками в январе 1919 года.
Генерал Келлер Ф. А. убит в Киеве петлюровцами при конвоировании 8 декабря 1918 года.
Родзянко М. В., председатель Госдумы IV созыва, лидер партии октябристов, после прихода большевиков к власти бежал на Дон, где присоединился к Белому движению. В 1920 году эмигрировал в Югославию, умер в 1924 году.
Милюков П. Н., депутат Госдумы IV созыва, лидер кадетской партии, в марте — мае 1917 года министр иностранных дел Временного правительства, поддержал Корниловское выступление («Корниловский мятеж»), после прихода большевиков к власти бежал на Дон, где присоединился к Белому движению. В 1918 году эмигрировал во Францию. В 1922 году в эмиграции едва не стал жертвой монархического покушения, в результате которого вместо Милюкова погиб Набоков В. Д. Дожил до начала советско-финской и Великой Отечественной войны, полностью поддерживал действия СССР в этих войнах. Умер в 1943 году, успев дожить до победы в Сталинградской битве.
Гучков А. И., лидер партии октябристов, член Государственного совета, в марте — мае 1917 года военный и морской министр Временного правительства, в 1919 году был направлен Деникиным в Европу для связей с Антантой. В 1921 году был избит в Берлине монархистом. Умер в 1936 году в Париже от рака.
Шульгин В. В., депутат Госдумы IV созыва, близкий к кадетам лидер фракции правых, ранее член ВНС, после прихода к власти большевиков эмигрировал в Югославию, по политическим убеждениям оставшись антисемитом и сторонником конституционной монархии. В 1944 году задержан советскими войсками, и вывезен в СССР, где приговорён за «антисоветскую деятельность» в 1948 году к 25 годам заключения, так как смертная казнь в тот момент в СССР была отменена. После смерти Сталина досрочно освобождён в 1956 году. Проживал во Владимире, умер своей смертью в 1976 году.
Керенский А. Ф., депутат Госдумы IV созыва и товарищ (заместитель) председателя исполкома Петросовета, эсер до выдвижения в депутаты в 1912 году, в Госдуме — трудовик, лидер трудовиков с 1915 года, с марта 1917 года снова эсер; в результате апрельского 1917 года правительственного кризиса и отставки Милюкова и Гучкова становится военным министром Временного правительства, в июле — премьер-министром. В течение нескольких месяцев переживает короткий период популярности. Николай II, сидящий под арестом в Царском Селе, записывает в своём дневнике 8 июля 1917 года: «В составе правит-ва совершились перемены; кн. Львов ушёл и председателем Сов. мин. будет Керенский, оставаясь вместе с тем военным и морским мин. и взяв в управление ещё мин. торг и пром. Этот человек положительно на своем месте в нынешнюю минуту; чем больше у него будет власти, тем будет лучше.» Однако провал июньского наступления и прочие шаги приводят Керенского к краху. В октябре 1917 года бежит из Петрограда, безуспешно попытавшись подавить выступление большевиков силами корпуса генерала Краснова. В июне 1918 года окончательно эмигрирует — сначала в Лондон, оттуда в Париж, а после вторжения Гитлера в 1940 году — в США. В 1968 году безуспешно пытался получить у Брежнева разрешение посетить СССР. Умер в 1970 году.
Царь Николай II вместе со всей семьёй и слугами расстрелян в Екатеринбурге большевиками 17 июля 1918 года.

## Оценки и мнения современников, историков, публицистов
Александр Гучков:
И все это прошло в такой простой, обыденной форме, и, я бы сказал, настолько без глубокого трагического понимания всего события со стороны того лица, которое являлось главным деятелем на этой сцене, что мне прямо пришло в голову, да имеем ли мы дело с нормальным человеком. Человек этот просто до последнего момента не отдавал себе полного отчёта в положении, в том акте, который он совершал. Всё-таки при самом железном характере, при самообладании, которому равного нельзя найти, что-нибудь в человеке дрогнуло бы, зашевелилось, вы почувствовали бы тяжелое переживание. Но ничего этого не было. По-видимому, человек с пониженной сознательностью, я сказал бы — с пониженной чувствительностью.

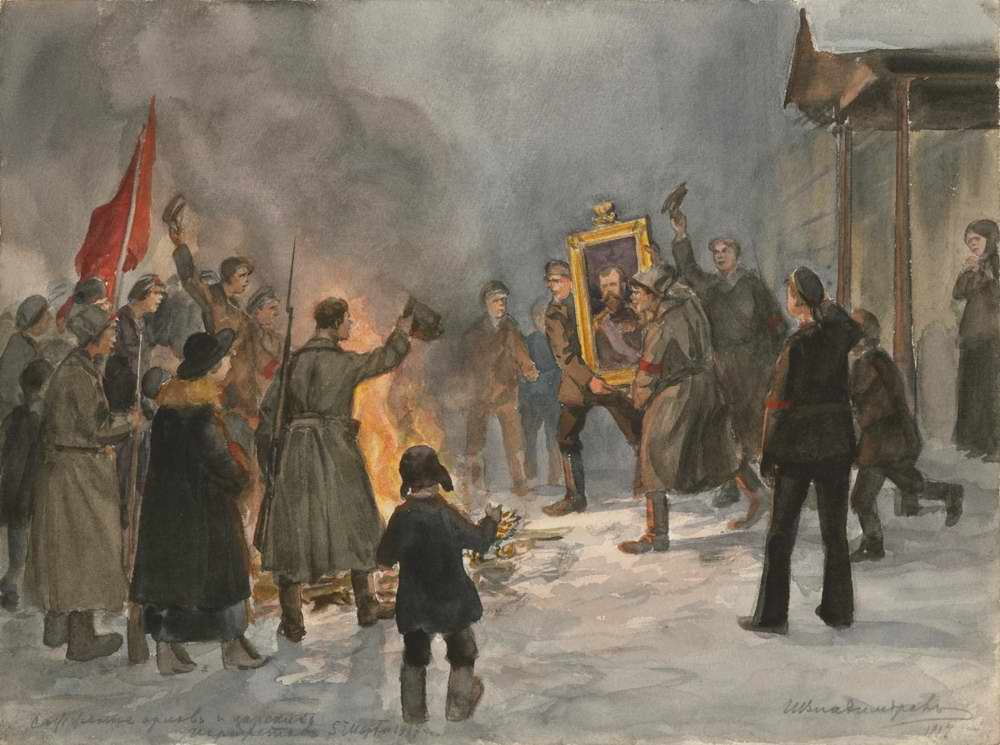
Ликующая революционная толпа сжигает орлов и царский портрет. Картина Ивана Владимирова

Павел Милюков в письме монархисту И. В. Ревенко, уже после февральских событий, признавал:
<Оппозиция твёрдо решила> воспользоваться войною для производства переворота. Ждать больше мы не могли, ибо знали, что в конце апреля или начале мая наша армия должна была перейти в наступление, результаты коего сразу в корне прекратили бы всякие намеки на недовольство и вызвали бы в стране взрыв патриотизма и ликования.
Начальник Петроградского охранного отделения, генерал-майор Константин Глобачёв:
Для революционного переворота в России имелся один месяц, то есть до 1 апреля. Дальнейшее промедление срывало революцию, ибо начались бы военные успехи, а вместе с ними ускользнула бы благоприятная почва.
Князь Александр Оболенский в конце 1916 г. утверждал:
<Во главе заговора были> председатель Думы Родзянко, Гучков и Алексеев. Принимали участие в нём и другие лица, как генерал Рузский, и даже знал о нем А. А. Столыпин (брат Петра Аркадьевича). Англия была вместе с заговорщиками. Английский посол Бьюкенен принимал участие в этом движении, многие совещания проходили у него.
Антон Деникин:
Безудержная вакханалия, какой-то садизм власти, который проявляли сменявшиеся один за другим правители распутинского назначения, к началу 1917 года привели к тому, что в государстве не было ни одной политической партии, ни одного сословия, ни одного класса, на которое могло бы опереться царское правительство. Врагом народа его считали все: Пуришкевич и Чхеидзе, объединённое дворянство и рабочие группы, великие князья и сколько-нибудь образованные солдаты... суммирую лишь те обвинения, которые справедливо предъявлены были ему накануне падения Государственной думой. 

Правительственными мероприятиями, при отсутствии общественной организации, расстраивалась промышленная жизнь страны, транспорт, исчезало топливо. Правительство оказалось бессильно и неумело в борьбе с этой разрухой, одной из причин которой были, несомненно, и эгоистические, иногда хищнические устремления торгово-промышленников.

Деревня была обездолена. Ряд тяжких мобилизаций без каких-либо льгот и изъятий, которые предоставлялись другим классам, работавшим на оборону, отняли у неё рабочие руки. А неустойчивость твёрдых цен, с поправками, внесенными в пользу крупного землевладения — в начале, и затем злоупотребление в системе разверстки хлебной повинности, при отсутствии товарообмена с городом, привели к прекращению подвоза хлеба, голоду в городе и репрессиям в деревне.
Великий князь Александр Михайлович (внук Николая I), 3 марта 1917:
Мой адъютант разбудил меня на рассвете. Он подал мне печатный лист. Это был манифест Государя об отречении. Никки отказался расстаться с Алексеем и отрёкся в пользу Михаила Александровича. Я сидел в постели и перечитывал этот документ. Вероятно, Никки потерял рассудок. С каких пор Самодержец Всероссийский может отречься от данной ему Богом власти из-за мятежа в столице, вызванного недостатком хлеба? Измена Петроградского гарнизона? Но ведь в его распоряжении находилась пятнадцатимиллионная армия...

Через минуту к станции подъехал автомобиль Никки... Он был бледен, но ничто другое в его внешности не говорило о том, что он был автором этого ужасного манифеста... упрекал своего брата Михаила Александровича за то, что он своим отречением оставил Россию без Императора.

— Миша не должен был этого делать, — наставительно закончил он. — Удивляюсь, кто дал ему такой странный совет.

Это замечание, исходившее от человека, который только что отдал шестую часть вселенной горсточке недисциплинированных солдат и бастующих рабочих, лишило меня дара речи. После неловкой паузы он стал объяснять причины своего решения. Главные из них были:
1) Желание избежать в России гражданского междоусобия. 

2) Желание удержать apмию в стороне от политики для того, чтобы она могла продолжать делать общее с союзниками дело, и 

3) Вера в то, что Временное Правительство будет править Россией более успешно, чем он.

Ни один из этих трёх доводов не казался мне убедительным. Даже на второй день новой «Свободной России» у меня не было никаких сомнений в том, что гражданская война в Poссии неизбежна и что развал нашей армии является вопросом ближайшего будущего. Между тем, сутки борьбы в предместьях столицы — и от всего этого «жуткого сна» не осталось бы и следа.
Дворцовый комендант Владимир Воейков:
Как только поезд двинулся со станции, я пришёл в купе государя, которое было освещено одной горевшей перед иконой лампадой. После всех переживаний этого тяжёлого дня государь, всегда отличавшийся громадным самообладанием, не был в силах сдержаться: он обнял меня и зарыдал... Сердце моё разрывалось на части при виде столь незаслуженных страданий, выпавших на долю благороднейшего и добрейшего из царей.
Духовник Николая II, священник Федоровского Государева собора в Царском Селе Афанасий Беляев, 31 марта 1917 года:
Когда сказал я: «Ах, Ваше Величество, какое благо для России Вы бы сделали, давши в своё время полную Конституцию и тем бы исполнили желание народа! Ведь Вас как Ангела добра, любви и мира приветствовали все». На это с удивлением ответил он: «Неужели это правда? Да мне изменили все! Мне объявили, что в Петрограде анархия и бунт, и я решил ехать не в Петроград, а в Царское Село и с Николаевской дороги свернуть на Псков, но дорога туда уже была прервана, я решил вернуться на фронт, но и туда дорога оказалась прерванной. И вот один, без близкого советника, лишённый свободы, как пойманный преступник, я подписал акт отречения от Престола и за себя, и за Наследника сына. Я решил, что если это нужно для блага родины, я готов на всё. Семью мою жаль!». И капнула горячая слеза из глаз безвольного страдальца.
Интервью великого князя Кирилла Владимировича газете «Биржевые известия» во время Февральской революции.
Мой дворник и я, мы одинаково видели, что со старым правительством Россия потеряет всё... великий князь доволен быть свободным гражданином и что над его дворцом развевается красный флаг... даже я, как великий князь, разве я не испытывал гнет старого режима?.. Разве я скрыл перед народом свои глубокие верования, разве я пошёл против народа? Вместе с любимым мною гвардейским экипажем я пошёл в Государственную думу, этот храм народный... смею думать, что с падением старого режима удастся, наконец, вздохнуть свободно в свободной России и мне... впереди я вижу лишь сияющие звезды народного счастья...»
Великий князь Андрей Владимирович, 4 марта 1917 года, Кисловодск:
Сегодня как гром нас обдало известие об отречении Государя за себя и Алексея от престола в пользу Михаила Александровича. Второе отречение великого князя Михаила Александровича от престола ещё того ужаснее. Писать эти строки, при переживании таких тяжёлых моментов, слишком тяжело и трудно. В один день всё прошлое величие России рухнуло. И рухнуло бесповоротно, но куда мы пойдём. Призыв Михаила Александровича к всеобщим выборам ужаснее всего. Что может быть создано, да ещё в такое время.
Александр Бубликов, во время событий — депутат Думы и революционный комиссар в министерстве путей сообщения:
Достаточно было одной дисциплинированной дивизии с фронта, чтобы восстание было подавлено. Больше того, его можно было усмирить простым перерывом железнодорожного движения с Петербургом: голод через три дня заставил бы Петербург сдаться. В марте ещё мог вернуться царь. И это чувствовалось всеми: недаром в Таврическом дворце несколько раз начиналась паника.
Британский посол в Петрограде Джордж Бьюкенен:
Сильный и энергичный министр вроде Столыпина мог бы с тактом и твердостью сдержать движение в узде, но правительству совершенно не удалось успокоить народ в отношении продовольственного кризиса, и в то же время оно приняло неудачные меры к восстановлению порядка, которые могли только довести массы до отчаяния и сыграть на руку настоящим революционерам. Наконец, отдав приказ войскам стрелять в народ, оно раздуло всеобщее недовольство в пожар, охвативший с быстротой молнии весь город. Однако основная ошибка была совершена военными властями: последние, не будь они совершенно лишены дара предвидения, должны были бы оставить в столице небольшой отряд хорошо дисциплинированного и надежного войска для поддержания порядка. Фактически же гарнизон, насчитывавший около 150 000 человек, состоял исключительно из запасных. Это были молодые солдаты, взятые из деревень, которых сначала обучали, а затем отправляли для пополнения потерь в их полках на фронте. Офицерский корпус, которому было вверено их обучение, был слишком малочислен, чтобы держать в руках такое количество людей. Он состоял из прибывших с фронта инвалидов и раненых и из молодежи из военных школ, совершенно неспособной поддержать дисциплину при наступлении кризиса. 

Такая ошибка была тем менее извинительна, что Петроград всегда представлял опасность в отношении революционности. Он был центром социалистической пропаганды, которая велась главным образом в казармах и на фабриках. Он был полон германских агентов, работавших над разрушением империи и видевших в этом самый верный шаг к выведению России из войны. Кроме того, атмосфера столицы была настолько насыщена пессимизмом, что император не раз говорил мне, как рад он бывает стряхивать с себя её гнетущее влияние и возвращаться в более укрепляющую атмосферу фронта.

...

По представлению русских, свобода состоит в том, чтобы легко относиться к вещам, требовать двойной заработной платы, демонстрировать на улицах и проводить время в болтовне и голосовании резолюций на публичных митингах.
В 1925 году Сергей Боткин, двоюродный брат расстрелянного в Екатеринбурге вместе с Царской семьёй лейб-медика Е. С. Боткина, писал следующее:
Революция началась задолго до того дня, когда А. И. Гучков и Шульгин добивались в Пскове отречения Государя. Как теперь установлено, Государь фактически был узником заговорщиков еще до подписания отречения. Когда Царский поезд остановился на станции Псков, Государь уже не был его хозяином. Он не мог направлять свой поезд согласно его желанию и усмотрению, и самая остановка в Пскове не была им намечена. Генерал Радко-Дмитриев говорил впоследствии, что если бы Государь, вместо того, чтобы ожидать в своем вагоне думских делегатов из Петербурга, сошёл бы на станции Псков и поехал в автомобиле по направлению расположений войск вверенной ему армии, события приняли бы совсем иной оборот. Несомненно, что прием Государем г.г. Гучкова и Шульгина в штабе Радко-Дмитриева носил бы иной характер и имел бы совершенно иные последствия; но остается под вопросом: мог ли Государь осуществить свой отъезд на автомобиле со станции Псков? Мы не должны забывать, что вся поездная прислуга, вплоть до последнего механика на Царском поезде, была причастна к революции.
Д.и.н. Г. З. Иоффе в своём труде «Революция и судьба Романовых»:
Подавить открыто революцию Николай II не мог. В Пскове он был „крепко“ зажат своими генерал-адъютантами. Прямое противодействие им в условиях Пскова, где положение контролировал один из главных изменников Рузский, было практически невозможно. В белоэмигрантской среде можно найти утверждение, что если бы Николай II, находясь в Пскове, обратился к войскам, среди них нашлись бы воинские части, верные царской власти. Однако практически он не имел такой возможности, хотя бы потому, что связь осуществлялась через штаб генерала Рузского. В соответствии с показаниями А. И. Гучкова, Рузский прямо заявил Николаю II, что никаких воинских частей послать в Петроград не сможет.